# AKB48のオールナイトニッポン
『AKB48のオールナイトニッポン』（エーケービーフォーティエイトのオールナイトニッポン）は、ニッポン放送をキーステーションにNRN系列全国36局ネット（中京広域圏のCBCラジオなど、一部はJRN系列局にて）で放送されていた深夜放送ラジオ番組である。ピンチヒッターパーソナリティによる休止など一部の放送日を除き、映像による同時中継も行われていた。

## 概要
2010年3月9日のニッポン放送定例会見で当番組の開始が発表された。
AKB48の同時間枠における出演は、以前放送された『本谷有希子のオールナイトニッポン』（2005年4月 - 2006年3月）内で2006年2月4日から3月11日までコーナー出演して以来、約4年ぶりの同枠復帰となる。
出演メンバーは毎週交代で、番組開始当時の編成部長・瀬尾伊知郎は「放送は1人で放送することもあれば48人で放送することもある」としているが、労働基準法の年少者保護規定の関係上、深夜の生放送に出演が可能なメンバーは18歳以上のみに限られている。
番組開始にあわせ、2010年4月時点の正規メンバー48名のオールナイトニッポンモバイル（各1名ずつ計48ファイル）が放送開始日2010年4月9日に一斉配信された。なお、各チームキャプテン（高橋みなみ、秋元才加、柏木由紀）の「オールナイトニッポンモバイル開会宣言」は無料であった。1ファイル1,000ダウンロード達成すれば次回ファイルに入る。
2011年8月22日 - 28日に実施された、ビデオリサーチの「首都圏ラジオ聴取率調査」2011年8月度調査では、10代（12 - 19歳男女）聴取率で1.7%を獲得し、2位以下に大差をつけて1位を獲得した。
2013年11月2日放送分（第179回）以降は、概ね放送終了1週間後から、ニッポン放送のインターネット音声配信サービス「Radital」で、番組の一部が約1か月間無料配信されている。
2014年3月29日放送分（第200回）までは毎週土曜日の放送であったが、2014年4月3日放送分（第201回）から毎週木曜日の放送となり、あわせてNOTTVで映像付同時生放送が開始された。
2015年10月1日（第277回）放送分からは、NOTTV1で放送当日木曜15時 - 17時に再放送が行われていた。
2016年6月30日をもってNOTTVが閉局するのに伴い、NOTTV1での再放送は同月23日放送分の第313回（NOTTVでは第113回）をもって、同時生放送は同年6月30日放送の第314回（NOTTVでは第114回）をもって、それぞれ終了した。
2016年8月11日放送の特別番組『欅坂46のオールナイトニッポン』から、SHOWROOMでの映像配信が開始された。通常の映像配信に加え、2018年10月31日放送分まではVR映像配信を同時に行っていた。また、2016年8月24日放送分から、番組開始直前の24時頃から約30分間、SHOWROOMで『AKB48のオールナイトニッポン超直前スペシャル!』を生配信していた。
2019年3月7日（6日深夜）の番組内で同年3月で番組を終了し9年の歴史に幕を降ろすことと、4月からニッポン放送でAKB48の新番組がスタートすることが同時に発表された。新番組名は『AKB48 2029ラジオ〜10年後の君へ〜』で4月8日から2021年3月29日まで放送していた。（毎週月曜0時 - 0時30分、日曜深夜）。本枠は『乃木坂46 新内眞衣のオールナイトニッポン0(ZERO)』がそのまま昇格し、『乃木坂46のオールナイトニッポン』となっている。

## 出演者
原則としてAKB48のメンバーがパーソナリティを務めるが、他のAKB48グループのメンバーや稀に卒業生が出演することもある。また、公式ライバルである乃木坂46を含む坂道シリーズのメンバーがパーソナリティを務めることもある。
表示は放送日時点のチーム（A→K→B→4→8→研究生→SKE48→NMB48→HKT48→NGT48→STU48→JKT48→SNH48→乃木坂46→欅坂46→けやき坂46→卒業生・辞退生）ごと、50音順、太字は進行役。
| 月   | 1週目                          | 2週目                                            | 3週目                                                                                         | 4週目                          | 5週目                        |
| ---- | ------------------------------ | ------------------------------------------------ | --------------------------------------------------------------------------------------------- | ------------------------------ | ---------------------------- |
| 4月  | -                              | 10日:第1回                                       | 17日:第2回                                                                                    | 24日:第3回                     | -                            |
| 4月  | -                              | 小嶋陽菜 高橋みなみ 柏木由紀                     | 倉持明日香 大島優子 北原里英                                                                  | 高城亜樹 前田敦子 宮澤佐江     | -                            |
| 5月  | 1日:第4回                      | 8日:第5回                                        | 15日:第6回                                                                                    | 22日:第7回                     | 29日:第8回                   |
| 5月  | 大島優子 河西智美 佐藤亜美菜   | 篠田麻里子 高城亜樹 北原里英                     | 片山陽加 倉持明日香 秋元才加                                                                  | 大家志津香 板野友美 大島優子   | 秋元才加 河西智美 北原里英   |
| 6月  | 5日:第9回                      | 12日:第10回                                      | 19日:第11回                                                                                   | 26日:第12回                    | -                            |
| 6月  | 小嶋陽菜 高橋みなみ 佐藤亜美菜 | 倉持明日香 高城亜樹 松原夏海                     | 浦野一美 大堀恵 佐藤由加理 野呂佳代                                                           | 篠田麻里子 前田敦子            | -                            |
| 7月  | 3日:第13回                     | 10日:第14回（収録）                              | 17日:第15回                                                                                   | 24日:第16回                    | 31日:第17回                  |
| 7月  | 仲谷明香 柏木由紀 増田有華     | 指原莉乃 仁藤萌乃 藤江れいな 峯岸みなみ 宮崎美穂 | 梅田彩佳 河西智美 佐藤夏希                                                                    | 宮澤佐江 北原里英 平嶋夏海     | 松原夏海 秋元才加 大島優子   |
| 8月  | 7日:第18回                     | 14日:第19回                                      | 21日:第20回                                                                                   | 28日:第21回                    | -                            |
| 8月  | 小嶋陽菜 宮澤佐江 佐藤亜美菜   | 秋元才加 梅田彩佳 仁藤萌乃                       | 大家志津香 高城亜樹 北原里英                                                                  | 高橋みなみ 柏木由紀 北原里英   | -                            |
| 9月  | 4日:第22回                     | 11日:第23回                                      | 18日:第24回                                                                                   | 25日:第25回                    | -                            |
| 9月  | 大家志津香 佐藤夏希 増田有華   | 大島優子 仁藤萌乃 宮澤佐江                       | 大家志津香 仲谷明香 梅田彩佳                                                                  | 倉持明日香 小嶋陽菜 河西智美   | -                            |
| 10月 | 2日:第26回                     | 9日:第27回                                       | 16日:第28回                                                                                   | 23日:第29回                    | 30日:第30回                  |
| 10月 | 篠田麻里子 高城亜樹 松井咲子   | 仁藤萌乃 佐藤夏希 平嶋夏海                       | 倉持明日香 秋元才加 河西智美 宮澤佐江 佐藤夏希 増田有華 高橋みなみ 松原夏海 梅田彩佳 小林香菜 | 高橋みなみ 板野友美 大島優子   | 片山陽加 小嶋陽菜 佐藤亜美菜 |
| 11月 | 6日:第31回                     | 13日:第32回                                      | 20日:第33回                                                                                   | 27日:第34回                    | -                            |
| 11月 | 河西智美 柏木由紀 増田有華     | 大家志津香 高城亜樹 北原里英                     | 仁藤萌乃 峯岸みなみ 宮澤佐江                                                                  | 指原莉乃 篠田麻里子 大島優子   | -                            |
| 12月 | 4日:第35回                     | 11日:第36回                                      | 18日:第37回                                                                                   | 25日:第38回                    | -                            |
| 12月 | 指原莉乃 峯岸みなみ 柏木由紀   | 梅田彩佳 佐藤亜美菜 増田有華                     | 高橋みなみ 前田敦子 河西智美                                                                  | 大家志津香 指原莉乃 峯岸みなみ | -                            |
|      |                                |                                                  |                                                                                               |                                |                              |

| 月   | 1週目                          | 2週目                                   | 3週目                         | 4週目                                        | 5週目                        |
| ---- | ------------------------------ | --------------------------------------- | ----------------------------- | -------------------------------------------- | ---------------------------- |
| 1月  | 1日:第39回                     | 8日:第40回                              | 15日:第41回                   | 22日:第42回                                  | 29日:第43回                  |
| 1月  | 秋元才加 仁藤萌乃 佐藤亜美菜   | 高城亜樹 松井咲子 宮澤佐江              | 大島優子 田名部生来 北原里英  | 倉持明日香 高城亜樹 柏木由紀                 | 松原夏海 仁藤萌乃 佐藤亜美菜 |
| 2月  | 5日:第44回                     | 12日:第45回                             | 19日:第46回                   | 26日:第47回                                  | -                            |
| 2月  | 大家志津香 梅田彩佳 佐藤夏希   | 秋元才加 野中美郷 増田有華              | 倉持明日香 松井咲子 河西智美  | 大家志津香 指原莉乃 高橋みなみ 横山由依      | -                            |
| 3月  | 5日:第48回                     | 12日：休止                              | 19日：特別番組のため休止      | 26日:第49回                                  | -                            |
| 3月  | 片山陽加 中田ちさと 佐藤亜美菜 | 12日：休止                              | 19日：特別番組のため休止      | 高橋みなみ 秋元才加 大島優子                 | -                            |
| 4月  | 2日:第50回                     | 9日:第51回                              | 16日:第52回                   | 23日:第53回                                  | 30日:第54回                  |
| 4月  | 大家志津香 指原莉乃 佐藤夏希   | 松原夏海 佐藤亜美菜 増田有華            | 片山陽加 仁藤萌乃 松井咲子    | 篠田麻里子 前田敦子 峯岸みなみ               | 梅田彩佳 宮澤佐江 横山由依   |
| 5月  | 7日:第55回                     | 14日:第56回                             | 21日:第57回                   | 28日:第58回                                  | -                            |
| 5月  | 篠田麻里子 大島優子 柏木由紀   | 大家志津香 松原夏海 梅田彩佳            | 指原莉乃 高城亜樹 仁藤萌乃    | 片山陽加 中田ちさと 佐藤亜美菜               | -                            |
| 6月  | 4日:第59回                     | 11日:第60回                             | 18日:第61回（収録）           | 25日:第62回                                  | -                            |
| 6月  | 大家志津香 倉持明日香 河西智美 | 指原莉乃 高城亜樹 横山由依              | 22ndシングル 選抜メンバー21名 | 松原夏海 秋元才加 増田有華                   | -                            |
| 7月  | 2日:第63回                     | 9日:第64回 （一部収録）                 | 16日:第65回                   | 23日:第66回（収録）                          | 30日:第67回                  |
| 7月  | 片山陽加 中田ちさと 仲谷明香   | 指原莉乃 高城亜樹 峯岸みなみ 佐藤亜美菜 | 松井咲子 横山由依 柏木由紀    | 市川美織 大場美奈 島田晴香 竹内美宥 山内鈴蘭 | 倉持明日香 近野莉菜 増田有華 |
| 8月  | 6日:第68回                     | 13日:第69回                             | 20日:第70回                   | 27日:第71回                                  | -                            |
| 8月  | 仲谷明香 田名部生来 佐藤夏希   | 篠田麻里子 佐藤由加理 野呂佳代          | 仁藤萌乃 野中美郷 松井咲子    | 秋元才加 大島優子 横山由依                   | -                            |
| 9月  | 3日:第72回                     | 10日:第73回                             | 17日:第74回                   | 24日:特別番組 のため休止                     | -                            |
| 9月  | 倉持明日香 河西智美 北原里英   | 梅田彩佳 峯岸みなみ 平嶋夏海            | 小嶋陽菜 高橋みなみ 横山由依  | 24日:特別番組 のため休止                     | -                            |
| 10月 | 1日:第75回                     | 8日:第76回                              | 15日:第77回                   | 22日:第78回                                  | 29日:第79回                  |
| 10月 | 菊地あやか 中塚智実 佐藤亜美菜 | 倉持明日香 指原莉乃 秋元才加            | 仲谷明香 野中美郷 松井咲子    | 片山陽加 倉持明日香 秋元才加                 | 中塚智実 佐藤夏希 近野莉菜   |
| 11月 | 5日:第80回                     | 12日:第81回                             | 19日:第82回                   | 26日:第83回                                  | -                            |
| 11月 | 高橋みなみ 前田敦子 峯岸みなみ | 梅田彩佳 松井咲子 佐藤亜美菜            | 中塚智実 増田有華 宮崎美穂    | 仲谷明香 松原夏海 田名部生来                 | -                            |
| 12月 | 3日:第84回                     | 10日:第85回                             | 17日:第86回                   | 24日:第87回                                  | 31日:特別番組 のため休止     |
| 12月 | 大家志津香 片山陽加 中田ちさと | 小嶋陽菜 篠田麻里子 峯岸みなみ          | 高城亜樹 宮澤佐江 北原里英    | 秋元才加 大島優子 宮澤佐江                   | 31日:特別番組 のため休止     |
| 1.   |                                |                                         |                               |                                              |                              |

| 月          | 1週目                            | 2週目                                 | 3週目                                 | 4週目                                              | 5週目                          |
| ----------- | -------------------------------- | ------------------------------------- | ------------------------------------- | -------------------------------------------------- | ------------------------------ |
| 1月         | 7日:第88回                       | 14日:第89回                           | 21日:第90回                           | 28日:第91回                                        | -                              |
| 1月         | 梅田彩佳 菊地あやか 横山由依     | 松井咲子 石田晴香 北原里英            | 片山陽加 佐藤亜美菜 平嶋夏海          | 高城亜樹 島田晴香 中村麻里子                       | -                              |
| 2月         | 4日:第92回                       | 11日:第93回                           | 18日:第94回                           | 25日:第95回                                        | -                              |
| 2月         | 仲谷明香 田名部生来 石田晴香     | 大家志津香 藤江れいな 大場美奈        | 片山陽加 松井咲子 近野莉菜            | 横山由依 大場美奈 島田晴香                         | -                              |
| 3月         | 3日:第96回                       | 10日:第97回                           | 17日:第98回                           | 24日:第99回 （収録）                               | 31日:第100回                   |
| 3月         | 大家志津香 田名部生来 佐藤亜美菜 | 片山陽加 倉持明日香                   | 野中美郷 北原里英 宮崎美穂            | 阿部マリア 竹内美宥 加藤玲奈 川栄李奈 高橋朱里     | 峯岸みなみ 柏木由紀            |
| 4月         | 7日:第101回                      | 14日:第102回                          | 21日:第103回                          | 28日:第104回                                       | -                              |
| 4月         | 佐藤亜美菜 佐藤すみれ 鈴木紫帆里 | 仁藤萌乃 野中美郷 松井咲子            | 大家志津香 片山陽加 佐藤亜美菜        | 秋元才加 梅田彩佳 増田有華                         | -                              |
| 5月         | 5日:第105回                      | 12日:第106回                          | 19日:第107回                          | 26日:第108回                                       | -                              |
| 5月         | 指原莉乃 峯岸みなみ 北原里英     | 内田眞由美 中塚智実 鈴木紫帆里        | 大家志津香 菊地あやか 松井咲子        | 宮澤佐江 河西智美 北原里英                         | -                              |
| 6月         | 2日:第109回                      | 9日:第110回                           | 16日:第111回                          | 23日:第112回                                       | 30日:第113回                   |
| 6月         | 仁藤萌乃 藤江れいな 石田晴香     | 大家志津香 倉持明日香 佐藤亜美菜      | 峯岸みなみ 秋元康                     | 永尾まりや 仲俣汐里 中村麻里子                     | 片山陽加 中田ちさと 増田有華   |
| 7月         | 7日:第114回                      | 14日:第115回                          | 21日:第116回                          | 28日:第117回                                       | -                              |
| 7月         | 仲谷明香 梅田彩佳 野中美郷       | 大家志津香 佐藤亜美菜 近野莉菜        | 倉持明日香 高城亜樹 横山由依          | 仲川遥香 秋元才加 松井咲子                         | -                              |
| 8月         | 4日:第118回                      | 11日:第119回                          | 18日:第120回                          | 25日:第121回 （収録）                              | -                              |
| 8月         | 藤江れいな 石田晴香 宮崎美穂     | 梅田彩佳 宮澤佐江 北原里英            | 仲谷明香 内田眞由美 菊地あやか        | 小嶋陽菜 篠田麻里子 高橋みなみ 板野友美 峯岸みなみ | -                              |
| 9月         | 1日:特別番組 のため休止          | 8日:第122回                           | 15日:第123回                          | 22日:第124回                                       | 29日:特別番組 のため休止       |
| 9月         | 1日:特別番組 のため休止          | 片山陽加 倉持明日香 秋元才加          | 佐藤すみれ 佐藤夏希 鈴木まりや        | 内田眞由美 野中美郷 横山由依                       | 29日:特別番組 のため休止       |
| 10月        | 6日:第125回                      | 13日:第126回                          | 20日:第127回                          | 27日:第128回                                       | -                              |
| 10月        | 倉持明日香 梅田彩佳 松井咲子     | 市川美織 大場美奈 島崎遥香 中村麻里子 | 高橋みなみ 大島優子 峯岸みなみ        | 菊地あやか 田名部生来 中塚智実                     | -                              |
| 11月        | 3日:第129回                      | 10日:第130回                          | 17日:第131回                          | 24日:第132回                                       | -                              |
| 11月        | 秋元才加 倉持明日香 仲谷明香     | 仁藤萌乃 北原里英 増田有華            | 河西智美 松原夏海 片山陽加            | 秋元才加 市川美織 大家志津香                       | -                              |
| 12月        | 1日:第133回                      | 7日:第134回                           | 14日:第135回 （収録）                 | 21日:第136回                                       | 28日:第137回                   |
| 12月        | 内田眞由美 中田ちさと 梅田彩佳   | 菊地あやか 松井咲子 鈴木紫帆里        | 篠田麻里子 渡辺麻友 大島優子 島崎遥香 | 佐藤亜美菜 片山陽加 野中美郷                       | 佐藤すみれ 佐藤亜美菜 石田晴香 |
| 1. 2. 3. 4. |                                  |                                       |                                       |                                                    |                                |

| 月                   | 1週目                                          | 2週目                          | 3週目                                   | 4週目                                   | 5週目                        |
| -------------------- | ---------------------------------------------- | ------------------------------ | --------------------------------------- | --------------------------------------- | ---------------------------- |
| 1月                  | 5日:第138回 （収録）                           | 12日:第139回                   | 19日:第140回                            | 26日:第141回                            | -                            |
| 1月                  | 入山杏奈 川栄李奈 梅田彩佳 峯岸みなみ 山内鈴蘭 | 菊地あやか 仁藤萌乃 松井咲子   | 中塚智実 鈴木紫帆里 近野莉菜            | 倉持明日香 仲川遥香 宮澤佐江            | -                            |
| 2月                  | 2日:第142回                                    | 9日:第143回                    | 16日:第144回                            | 23日:第145回                            | -                            |
| 2月                  | 松井咲子 板野友美 北原里英 藤江れいな          | 内田眞由美 佐藤亜美菜 片山陽加 | 佐藤すみれ 仲谷明香 片山陽加            | 倉持明日香 梅田彩佳 大家志津香          | -                            |
| 3月                  | 2日:第146回                                    | 9日:第147回                    | 16日:第148回                            | 23日:第149回 （収録）                   | 30日:第150回                 |
| 3月                  | 宮崎美穂 田名部生来 中村麻里子                 | 島田晴香 永尾まりや 大場美奈   | 秋元才加 松原夏海 岩佐美咲              | 岩田華怜 大島涼花 田野優花 藤田奈那     | 川栄李奈 市川美織 片山陽加   |
| 4月                  | 6日:第151回 （収録）                           | 13日:第152回                   | 20日:第153回                            | 27日:第154回                            | -                            |
| 4月                  | 高橋みなみ                                     | 仲俣汐里 田名部生来 藤江れいな | 仁藤萌乃 北原里英 宮崎美穂 指原莉乃     | 佐藤亜美菜 矢方美紀 小笠原茉由          | -                            |
| 5月                  | 4日:第155回                                    | 11日:特別番組 のため休止       | 18日:第156回                            | 25日:第157回                            | -                            |
| 5月                  | 菊地あやか 大場美奈 中村麻里子                 | 11日:特別番組 のため休止       | 秋元才加 松原夏海 高城亜樹              | 北原里英 倉持明日香 大家志津香          | -                            |
| 6月                  | 1日:第158回                                    | 8日:第159回                    | 15日:第160回 （収録）                   | 22日:第161回                            | 29日:第162回                 |
| 6月                  | 島田晴香 武藤十夢 岩佐美咲                     | 桜井玲香 白石麻衣 橋本奈々未   | 渡辺麻友 大島優子 指原莉乃              | 倉持明日香 佐藤亜美菜 石田晴香          | 川栄李奈 北原里英 藤江れいな |
| 7月                  | 6日:第163回                                    | 13日:第164回                   | 20日:第165回 （収録）                   | 27日:特別番組 のため休止                | -                            |
| 7月                  | 菊地あやか 前田亜美 平嶋夏海                   | 宮崎美穂 大家志津香 小嶋菜月   | 篠田麻里子 高橋みなみ 秋元才加 小嶋陽菜 | 27日:特別番組 のため休止                | -                            |
| 8月                  | 3日:第166回                                    | 10日:第167回                   | 17日:第168回 （収録）                   | 24日:第169回 （収録）                   | 31日:第170回                 |
| 8月                  | 北原里英 島田晴香 市川美織                     | 菊地あやか 鈴木紫帆里 岩佐美咲 | 秋元才加 大島優子 宮澤佐江              | 高橋みなみ 板野友美 小嶋陽菜 峯岸みなみ | 川栄李奈 横山由依 島崎遥香   |
| 9月                  | 7日:第171回                                    | 14日:第172回                   | 21日:第173回                            | 28日:第174回                            | -                            |
| 9月                  | 松井咲子 中村麻里子 名取稚菜                   | 岩佐美咲 梅田彩佳 片山陽加     | 鈴木まりや 高城亜樹 宮澤佐江            | 島田晴香 宮崎美穂 山内鈴蘭              | -                            |
| 10月                 | 5日:第175回                                    | 12日:第176回                   | 19日:第177回 （収録）                   | 26日:第178回 （収録）                   | -                            |
| 10月                 | 前田亜美 岩佐美咲 片山陽加                     | 北原里英 永尾まりや 武藤十夢   | 岡田奈々 小嶋真子 西野未姫 峯岸みなみ   | 川栄李奈 横山由依 大場美奈              | -                            |
| 11月                 | 2日:第179回                                    | 9日:第180回                    | 16日:第181回                            | 23日:第182回                            | 30日:第183回                 |
| 11月                 | 鈴木まりや 松井咲子 倉持明日香                 | 武藤十夢 小嶋菜月 中村麻里子   | 菊地あやか 佐藤すみれ 藤江れいな        | 佐藤亜美菜 大家志津香 名取稚菜          | 阿部マリア 北原里英 島田晴香 |
| 12月                 | 7日:第184回                                    | 14日:第185回                   | 21日:第186回 （収録）                   | 25日: （公開生放送）                    | 28日:第187回                 |
| 12月                 | 入山杏奈 菊地あやか 松井咲子                   | 渡辺麻友 柏木由紀 指原莉乃     | 佐藤すみれ 倉持明日香 島田晴香          | 川栄李奈 高橋みなみ 横山由依 島崎遥香   | 島田晴香 永尾まりや 大場美奈 |
| 1. 2. 3. 4. 5. 6. 7. |                                                |                                |                                         |                                         |                              |

| 月    | 1週目                                 | 2週目                          | 3週目                                   | 4週目                                   | 5週目                          |
| ----- | ------------------------------------- | ------------------------------ | --------------------------------------- | --------------------------------------- | ------------------------------ |
| 1月   | 4日:第188回 （収録）                  | 11日:第189回                   | 18日:第190回                            | 25日:第191回                            | -                              |
| 1月   | 岩立沙穂 前田美月 峯岸みなみ 茂木忍   | 佐々木優佳里 北原里英 武藤十夢 | 佐藤すみれ 石田晴香 藤江れいな          | 岩佐美咲 柴田阿弥 上枝恵美加 中西智代梨 | -                              |
| 2月   | 1日:第192回                           | 8日:第193回                    | 15日:第194回                            | 22日:第195回 （収録）                   | -                              |
| 2月   | 内田眞由美 宮崎美穂 山内鈴蘭          | 片山陽加 中村麻里子 名取稚菜   | 島田晴香 大家志津香 竹内美宥            | 川栄李奈 横山由依 大場美奈              | -                              |
| 3月   | 1日:第196回                           | 8日:第197回                    | 15日:第198回                            | 22日:第199回                            | 29日:第200回 （収録）          |
| 3月   | 倉持明日香 宮崎美穂 岩佐美咲          | 永尾まりや 武藤十夢 小嶋菜月   | 入山杏奈 横山由依 島崎遥香              | 松井咲子 阿部マリア 倉持明日香          | 大島優子 宮澤佐江 秋元才加     |
| 4月   | 3日:第201回                           | 10日:第202回                   | 17日:第203回                            | 24日:第204回                            | -                              |
| 4月   | 島田晴香 武藤十夢 中村麻里子          | 佐藤すみれ 市川美織 大場美奈   | 近野莉菜 藤江れいな 山内鈴蘭            | 北原里英 永尾まりや 岩佐美咲            | -                              |
| 5月   | 1日:第205回                           | 8日:第206回                    | 15日:第207回                            | 22日:第208回                            | 29日:第209回                   |
| 5月   | 内山奈月 大家志津香 高城亜樹          | 中西智代梨 中村麻里子 松井咲子 | 入山杏奈 川栄李奈 小嶋菜月              | 小林茉里奈 篠崎彩奈 峯岸みなみ          | 松井咲子 島田晴香 横山由依     |
| 6月   | 5日:第210回                           | 12日:第211回 （公開生放送）    | 19日:第212回                            | 26日:第213回                            | -                              |
| 6月   | 岩佐美咲 小谷里歩 佐々木優佳里        | 柏木由紀 田名部生来 渡辺麻友   | 北原里英 横山由依 指原莉乃              | 倉持明日香 木﨑ゆりあ 渡辺美優紀        | -                              |
| 7月   | 3日:第214回                           | 10日:第215回                   | 17日:第216回                            | 24日:第217回                            | 31日:第218回                   |
| 7月   | 宮澤佐江 須田亜香里 谷真理佳 松村香織 | 倉持明日香 渡辺麻友 峯岸みなみ | 入山杏奈 北原里英 峯岸みなみ            | 川栄李奈 横山由依 柏木由紀 指原莉乃     | 岩佐美咲 大家志津香 倉持明日香 |
| 8月   | 7日:第219回                           | 14日:第220回                   | 21日:第221回                            | 28日:第222回                            | -                              |
| 8月   | 指原莉乃                              | 島田晴香 宮澤佐江 梅田彩佳     | 川栄李奈 横山由依 柏木由紀              | 小嶋陽菜 高橋みなみ 山本彩              | -                              |
| 9月   | 4日:第223回                           | 11日:第224回                   | 18日:第225回                            | 25日:第226回                            | -                              |
| 9月   | 武藤十夢 北原里英 内山奈月            | 大島優子                       | 小嶋陽菜 中西智代梨 宮崎美穂 渡辺美優紀 | 片山陽加 中田ちさと 田名部生来          | -                              |
| 10月  | 2日:第227回                           | 9日:第228回                    | 16日:第229回                            | 23日:第230回                            | 30日:第231回                   |
| 10月  | 中西智代梨 小笠原茉由 木﨑ゆりあ      | 山本彩 横山由依 小谷里歩       | 内山奈月 竹内美宥 岩立沙穂              | 指原莉乃                                | 中西智代梨 木﨑ゆりあ 谷真理佳 |
| 11月  | 6日:第232回                           | 13日:第233回                   | 20日:第234回                            | 27日:第235回                            | -                              |
| 11月  | 山本彩 小笠原茉由 藤江れいな          | 岩佐美咲 北原里英 横山由依     | 古畑奈和 前田亜美 武藤十夢              | 木﨑ゆりあ 峯岸みなみ 須田亜香里        | -                              |
| 12月  | 4日:第236回                           | 11日:第237回                   | 18日:第238回                            | 25日:特別番組 のため休止                | -                              |
| 12月  | 古川愛李 佐藤すみれ 柴田阿弥          | 高橋みなみ 横山由依            | 内田眞由美 宮崎美穂 岩立沙穂            | 25日:特別番組 のため休止                | -                              |
| 1. 2. |                                       |                                |                                         |                                         |                                |

| 月          | 1週目                          | 2週目                          | 3週目                          | 4週目                                 | 5週目                            |
| ----------- | ------------------------------ | ------------------------------ | ------------------------------ | ------------------------------------- | -------------------------------- |
| 1月         | 1日:第239回：                  | 8日:第240回                    | 15日:第241回                   | 22日:第242回                          | 29日:第243回                     |
| 1月         | 北原里英 大家志津香 倉持明日香 | 小嶋菜月 岩佐美咲 小笠原茉由   | 入山杏奈 川栄李奈 内山奈月     | 中西智代梨 島田晴香 小笠原茉由        | 中村麻里子 大家志津香 峯岸みなみ |
| 2月         | 5日:第244回                    | 12日:第245回                   | 19日:第246回                   | 26日:第247回                          | -                                |
| 2月         | 鈴木まりや 宮澤佐江 多田愛佳   | 小嶋菜月 武藤十夢 森川彩香     | 西野七瀬                       | 石田晴香 北原里英 永尾まりや          | -                                |
| 3月         | 5日:第248回                    | 12日:第249回                   | 19日:第250回                   | 26日:第251回                          | -                                |
| 3月         | 小谷里歩 日下このみ            | 中西智代梨 中村麻里子          | 武藤十夢 田野優花              | 佐藤実絵子 中西優香 古川愛李 松井玲奈 | -                                |
| 4月         | 2日:第252回                    | 9日:第253回                    | 16日:第254回                   | 23日:第255回                          | 30日:第256回                     |
| 4月         | 川栄李奈 北原里英 横山由依     | 小嶋菜月 中西智代梨 武藤十夢   | 穴井千尋 兒玉遥 多田愛佳       | 松井珠理奈 松井玲奈                   | 生駒里奈 伊豆田莉奈 小笠原茉由   |
| 5月         | 7日:第257回                    | 14日:第258回                   | 21日:第259回                   | 28日:第260回                          | -                                |
| 5月         | 古畑奈和 上西恵 松岡菜摘       | 北原里英 木﨑ゆりあ 峯岸みなみ | 中西智代梨 武藤十夢 永尾まりや | 高柳明音 谷真理佳 渕上舞              | -                                |
| 6月         | 4日:第261回                    | 11日:第262回                   | 18日:第263回                   | 25日:第264回                          | -                                |
| 6月         | 岩佐美咲 北原里英 倉持明日香   | 松井玲奈                       | 武藤十夢 北原里英 田野優花     | 大場美奈 松村香織 柴田阿弥            | -                                |
| 7月         | 2日:第265回                    | 9日:第266回                    | 16日:第267回                   | 23日:第268回                          | 30日:第269回                     |
| 7月         | 中西智代梨 島田晴香 大家志津香 | 生駒里奈 深川麻衣 若月佑美     | 矢倉楓子 市川美織 日下このみ   | 中村麻里子 石田晴香 宮崎美穂          | 川栄李奈 小嶋菜月 名取稚菜       |
| 8月         | 6日:第270回                    | 13日:第271回                   | 20日:第272回                   | 27日:第273回                          | -                                |
| 8月         | 北原里英 大家志津香 倉持明日香 | 入山杏奈 武藤十夢 内山奈月     | 内田眞由美 北原里英 大家志津香 | 横山由依 渡辺麻友 秋元康              | -                                |
| 9月         | 3日:特別番組 のため休止        | 10日:第274回                   | 17日:第275回                   | 24日:第276回                          | -                                |
| 9月         | 3日:特別番組 のため休止        | 中西智代梨 内山奈月 小嶋真子   | 小嶋菜月 中西智代梨 藤田奈那   | 峯岸みなみ 加藤玲奈 木﨑ゆりあ        | -                                |
| 10月        | 1日:第277回                    | 8日:第278回                    | 15日:第279回                   | 22日:第280回                          | 29日:第281回                     |
| 10月        | 大家志津香 宮崎美穂 鈴木まりや | 島田晴香 加藤玲奈 小嶋真子     | 入山杏奈 木﨑ゆりあ 伊豆田莉奈 | 横山由依 松井珠理奈 秋元康            | 秋元真夏 衛藤美彩 若月佑美       |
| 11月        | 5日:第282回                    | 12日:第283回                   | 19日:第284回                   | 26日:第285回                          | -                                |
| 11月        | 大家志津香 小笠原茉由 大場美奈 | 田野優花 武藤十夢 木﨑ゆりあ   | 岡田奈々 小嶋真子 高橋朱里     | 島崎遥香 島田晴香 大場美奈            | -                                |
| 12月        | 3日:第286回                    | 10日:第287回                   | 17日:第288回                   | 24日:第289回                          | 30日:特別番組 のため休止         |
| 12月        | 峯岸みなみ 柏木由紀 加藤玲奈   | 入山杏奈 小嶋真子 高橋朱里     | 宮澤佐江 秋元才加 野呂佳代     | 高橋みなみ 横山由依 高橋朱里          | 30日:特別番組 のため休止         |
| 1. 2. 3. 4. |                                |                                |                                |                                       |                                  |

| 月          | 1週目                                      | 2週目                                                                   | 3週目                                                   | 4週目                                      | 5週目                                                        |
| ----------- | ------------------------------------------ | ----------------------------------------------------------------------- | ------------------------------------------------------- | ------------------------------------------ | ------------------------------------------------------------ |
| 1月         | 7日:第290回                                | 14日:第291回                                                            | 21日:第292回                                            | 28日:第293回                               | -                                                            |
| 1月         | 柏木由紀 北原里英 西潟茉莉奈               | 宮崎美穂 岩佐美咲 鈴木まりや                                            | 横山由依 山本彩 指原莉乃                                | 宮崎美穂 峯岸みなみ 北原里英               | -                                                            |
| 2月         | 4日:第294回                                | 11日:第295回                                                            | 18日:第296回                                            | 25日:第297回                               | -                                                            |
| 2月         | 内山奈月 岡田奈々 小嶋真子                 | 向井地美音 加藤玲奈 小嶋真子                                            | 横山由依 渡辺麻友 指原莉乃                              | 大家志津香 高城亜樹 北原里英               | -                                                            |
| 3月         | 3日:第298回                                | 10日:第299回                                                            | 17日:第300回                                            | 24日:第301回                               | 31日:第302回                                                 |
| 3月         | 小笠原茉由 小嶋菜月 中西智代梨             | 木﨑ゆりあ 小嶋真子 高橋朱里                                            | 田野優花 藤田奈那 武藤十夢                              | 岡田奈々 小嶋真子 高橋朱里                 | 大家志津香 中西智代梨 岩立沙穂                               |
| 4月         | 7日:第303回                                | 14日:第304回                                                            | 21日:第305回                                            | 28日:第306回                               | -                                                            |
| 4月         | 岩立沙穂 小嶋真子 須藤凜々花               | 峯岸みなみ 大家志津香 小嶋真子                                          | 山本彩 渡辺美優紀 指原莉乃                              | 岡田奈々 小嶋真子 高橋朱里                 | -                                                            |
| 5月         | 5日:第307回                                | 12日:第308回                                                            | 19日:第309回                                            | 26日:                                      | -                                                            |
| 5月         | 小笠原茉由 中西智代梨 宮崎美穂             | 大家志津香 伊豆田莉奈 高橋朱里                                          | 田野優花 武藤十夢 岩立沙穂                              | 秋元真夏 生田絵梨花 松村沙友理             | -                                                            |
| 6月         | 2日:第310回                                | 9日:第311回                                                             | 16日:第312回                                            | 23日:第313回                               | 30日:第314回                                                 |
| 6月         | 篠崎彩奈 藤田奈那 茂木忍                   | 大家志津香 小嶋菜月 中西智代梨                                          | 渡辺麻友 松井珠理奈 指原莉乃                            | 入山杏奈 高橋朱里 北原里英                 | 向井地美音 武藤十夢 加藤玲奈 伊豆田莉奈                      |
| 7月         | 7日:第315回                                | 14日:第316回                                                            | 21日:第317回                                            | 28日：特別番組のため休止                   | -                                                            |
| 7月         | 大家志津香 島田晴香 木﨑ゆりあ             | 中西智代梨 田野優花 茂木忍                                              | 岡部麟 小田えりな 佐藤栞                                | 28日：特別番組のため休止                   | -                                                            |
| 8月         | 4日:第318回                                | 11日:                                                                   | 18日:第319回                                            | 25日:第320回                               | -                                                            |
| 8月         | 大家志津香 横山由依 太田奈緒 岡部麟        | 石森虹花 上村莉菜 佐藤詩織 菅井友香 鈴本美愉 長沢菜々香 守屋茜 渡辺梨加 | 大矢真那 松井珠理奈 古畑奈和 熊崎晴香 須田亜香里        | 宮脇咲良 柏木由紀 渡辺麻友 山本彩 指原莉乃 | -                                                            |
| 9月         | 1日:第321回                                | 8日:第322回                                                             | 15日:第323回                                            | 22日:第324回                               | 29日:第325回                                                 |
| 9月         | 宮脇咲良 横山由依 高橋朱里                 | 入山杏奈 加藤玲奈 木﨑ゆりあ                                            | 小嶋真子 渋谷凪咲 朝長美桜                              | 大場美奈 惣田紗莉渚 須藤凜々花             | 大家志津香 田野優花 武藤十夢                                 |
| 10月        | 6日:第326回                                | 13日:第327回                                                            | 20日:                                                   | 27日:第328回                               | -                                                            |
| 10月        | 川本紗矢 北原里英 中井りか                 | 湯本亜美 田名部生来 小嶋真子 込山榛香 高橋朱里                          | 生田絵梨花 桜井玲香 橋本奈々未                          | 白間美瑠 須藤凜々花 山本彩                 | -                                                            |
| 11月        | 3日:第329回                                | 10日:第330回                                                            | 17日:第331回                                            | 24日:第332回                               | -                                                            |
| 11月        | 太田奈緒 小田えりな 岡部麟 清水麻璃亜      | 北野日奈子 中元日芽香 中田花奈 堀未央奈                                 | 入山杏奈 宮脇咲良 兒玉遥 木﨑ゆりあ 小嶋真子            | 谷口めぐ 武藤十夢 川本紗矢                 | -                                                            |
| 12月        | 1日:                                       | 8日:第333回                                                             | 15日:第334回                                            | 22日:第335回                               | 29日:第336回                                                 |
| 12月        | 佐藤詩織 菅井友香 土生瑞穂 守屋茜 渡辺梨加 | 小嶋菜月 佐々木優佳里 藤田奈那 茂木忍 田名部生来 伊豆田莉奈             | 井上小百合 桜井玲香 中田花奈 西野七瀬 能條愛未 若月佑美 | 佐々木優佳里 岡田奈々 野澤玲奈             | 白間美瑠 渋谷凪咲 木下百花 上西恵 須藤凜々花 矢倉楓子 山本彩 |
| 1. 2. 3. 4. |                                            |                                                                         |                                                         |                                            |                                                              |

| 月   | 1週目                                                                  | 2週目                                                            | 3週目                                                                     | 4週目                                                              | 5週目                                                            |
| ---- | ---------------------------------------------------------------------- | ---------------------------------------------------------------- | ------------------------------------------------------------------------- | ------------------------------------------------------------------ | ---------------------------------------------------------------- |
| 1月  | 5日:特別番組のため休止。                                               | 12日:第337回                                                     | 19日:第338回                                                              | 26日:第339回                                                       | -                                                                |
| 1月  | 5日:特別番組のため休止。                                               | 大家志津香 小嶋真子 須田亜香里 松村香織 市川美織 吉田朱里        | 入山杏奈 田野優花 武藤十夢 峯岸みなみ                                     | 宮崎美穂 惣田紗莉渚 須藤凜々花 矢倉楓子                            | -                                                                |
| 2月  | 2日:第340回                                                            | 9日:第341回                                                      | 16日:第342回                                                              | 23日:第343回                                                       | -                                                                |
| 2月  | 小嶋菜月 茂木忍 加藤玲奈 木﨑ゆりあ 佐藤すみれ 高木由麻奈              | 島田晴香 湯本亜美 加藤美南 中井りか                              | 小嶋真子 朝長美桜 斉藤真木子 駒田京伽 下野由貴 冨吉明日香                 | 白間美瑠 宮脇咲良 横山由依 向井地美音 岡田奈々 松井珠理奈 中井りか | -                                                                |
| 3月  | 2日:第344回                                                            | 9日:第345回                                                      | 16日:第346回                                                              | 23日:第347回                                                       | 30日:第348回                                                     |
| 3月  | 山田菜々美 太田奈緒 大西桃香 岡部麟 舞木香純 吉川七瀬                  | 谷口めぐ 宮崎美穂 中西智代梨 島田晴香 藤田奈那 岩立沙穂 大森美優 | 峯岸みなみ 岡田奈々 小嶋真子                                              | 入山杏奈 高橋朱里 川栄李奈                                         | 横山由依 木﨑ゆりあ 渡辺麻友                                     |
| 4月  | 6日:第349回                                                            | 13日:第350回                                                     | 20日:第351回                                                              | 27日:第352回                                                       | -                                                                |
| 4月  | 大家志津香 小嶋陽菜 中西智代梨 宮崎美穂 島田晴香 峯岸みなみ 伊豆田莉奈 | 入山杏奈 横山由依 木﨑ゆりあ                                     | 峯岸みなみ 指原莉乃 秋元康                                                | 谷口めぐ 中西智代梨 藤田奈那 川本紗矢 高橋朱里                     | -                                                                |
| 5月  | 4日:第353回                                                            | 11日:第354回                                                     | 18日:第355回                                                              | 25日:                                                              | -                                                                |
| 5月  | 向井地美音 加藤玲奈 伊豆田莉奈 岩立沙穂 小嶋真子                       | 大家志津香 中西智代梨 荻野由佳 加藤美南 中井りか                 | 入山杏奈 田北香世子 武藤十夢 柏木由紀 木﨑ゆりあ 村山彩希                 | 斉藤優里 西野七瀬                                                  | -                                                                |
| 6月  | 1日:第356回                                                            | 8日:第357回                                                      | 15日:第358回                                                              | 22日:第359回                                                       | 29日:第360回                                                     |
| 6月  | 谷口めぐ 岩立沙穂 岡田奈々 川本紗矢 小嶋真子 高橋朱里                  | 峯岸みなみ 太田奈緒 大西桃香 荻野由佳 北原里英 中井りか          | 横山由依 渡辺麻友 松井珠理奈 指原莉乃 荻野由佳 秋元康                     | 松井珠理奈 惣田紗莉渚 高柳明音 古畑奈和 須田亜香里                 | 太田奈緒 大西桃香 岡部麟 佐藤栞 山田菜々美 吉川七瀬              |
| 7月  | 6日:第361回                                                            | 13日:第362回                                                     | 20日:第363回                                                              | 27日:第364回                                                       | -                                                                |
| 7月  | 太野彩香 加藤美南 中井りか 西潟茉莉奈 村雲颯香 山口真帆                | 入山杏奈 田野優花 藤田奈那 岩立沙穂 岡田奈々 高橋朱里            | 尾関梨香 織田奈那 小池美波 菅井友香 長沢菜々香 加藤史帆 齊藤京子 高瀬愛奈 | 駒田京伽 坂口理子 指原莉乃 植木南央 冨吉明日香                     | -                                                                |
| 8月  | 3日:第365回                                                            | 10日:第366回                                                     | 17日:第367回                                                              | 24日:第368回                                                       | 31日:第369回                                                     |
| 8月  | 大家志津香 阿部マリア 武藤十夢 大森美優 岡田奈々 高橋朱里              | 生田絵梨花 斎藤ちはる 中元日芽香                                 | 横山由依 指原莉乃 植木南央 村重杏奈                                       | 峯岸みなみ 須藤凜々花 指原莉乃 北原里英                            | 谷口めぐ 宮脇咲良 湯本亜美 川本紗矢 込山榛香 高柳明音 須田亜香里 |
| 9月  | 7日:第370回                                                            | 14日:第371回                                                     | 21日:第372回                                                              | 28日:第373回                                                       | -                                                                |
| 9月  | 中西智代梨 宮崎美穂 横山由依 藤田奈那 向井地美音 加藤玲奈              | 谷口めぐ 湯本亜美 加藤玲奈 木﨑ゆりあ 小嶋真子 村山彩希          | 岡田奈々 瀧野由美子 土路生優里 福田朱里 藤原あずさ 矢野帆夏               | 大家志津香 谷口めぐ 宮崎美穂 向井地美音 込山榛香 高橋朱里          | -                                                                |
| 10月 | 5日:特別番組のため休止。                                               | 12日:第374回                                                     | 19日:第375回                                                              | 26日:第376回                                                       | -                                                                |
| 10月 | 5日:特別番組のため休止。                                               | 秋元真夏 斉藤優里 西野七瀬                                       | 入山杏奈 横山由依 向井地美音 加藤玲奈 指原莉乃 植木南央                   | 織田奈那 菅井友香 長濱ねる 守屋茜 渡邉理佐                         | -                                                                |
| 11月 | 2日:第377回                                                            | 9日:第378回                                                      | 16日:第379回                                                              | 23日:第380回                                                       | 30日:第381回                                                     |
| 11月 | 宮脇咲良 神志那結衣 松岡菜摘 植木南央 村重杏奈 森保まどか              | 山田菜々美 太田奈緒 大西桃香 岡部麟 小田えりな 清水麻璃亜        | 阿部マリア 田野優花 武藤十夢 茂木忍 馬嘉伶 小嶋真子                       | 入山杏奈 大家志津香 中西智代梨 宮崎美穂                            | 大場美奈 高木由麻奈 松村香織 斉藤真木子 佐藤すみれ 谷真理佳      |
| 12月 | 7日:第382回                                                            | 14日:第383回                                                     | 21日:第384回                                                              | 28日:第385回                                                       | -                                                                |
| 12月 | 荻野由佳 北原里英 中井りか                                             | 柏木由紀 渡辺麻友 指原莉乃                                       | 入山杏奈 横山由依 小嶋真子 込山榛香 高橋朱里 中井りか                     | 白間美瑠 吉田朱里 村瀬紗英 松岡菜摘 植木南央 村重杏奈              | -                                                                |
| 1.   |                                                                        |                                                                  |                                                                           |                                                                    |                                                                  |

| 月                         | 1週目                                                       | 2週目                                                                     | 3週目                                                     | 4週目                                          | 5週目                               |
| -------------------------- | ----------------------------------------------------------- | ------------------------------------------------------------------------- | --------------------------------------------------------- | ---------------------------------------------- | ----------------------------------- |
| 1月                        | 4日:特別番組のため休止。                                    | 11日:第386回                                                              | 18日:第387回                                              | 25日:第388回                                   | -                                   |
| 1月                        | 4日:特別番組のため休止。                                    | 北川綾巴 高柳明音 鎌田菜月 須田亜香里 川後陽菜 寺田蘭世 樋口日奈 山崎怜奈 | 白間美瑠 村山彩希 小田えりな 植木南央 瀧野由美子          | 入山杏奈 横山由依 小嶋真子 高橋朱里            | -                                   |
| 2月                        | 1日:第389回                                                 | 8日:第390回                                                               | 15日:第391回                                              | 22日:第392回                                   | -                                   |
| 2月                        | 瀧野由美子 田中皓子 土路生優里 福田朱里 藤原あずさ 矢野帆夏 | 大家志津香 谷口めぐ 中西智代梨 川本紗矢 込山榛香                          | 山田菜々美 太田奈緒 小田えりな 髙橋彩音 吉川七瀬          | 入山杏奈 大家志津香 向井地美音 北原里英        | -                                   |
| 3月                        | 1日:第393回                                                 | 8日:第394回                                                               | 15日:第395回                                              | 22日:第396回                                   | 29日:第397回                        |
| 3月                        | 柏木由紀 岡田奈々 小嶋真子 中井りか                         | 今泉佑唯 小池美波 菅井友香 長濱ねる 土生瑞穂                              | 白間美瑠 向井地美音 岡田奈々 中井りか                     | 太田奈緒 大西桃香 小田えりな 佐藤栞 清水麻璃亜 | 入山杏奈 藤田奈那 加藤玲奈 市川美織 |
| 4月                        | 5日:特別番組のため休止。                                    | 12日:第398回                                                              | 19日:第399回                                              | 26日:                                          | -                                   |
| 4月                        | 5日:特別番組のため休止。                                    | 荻野由佳 北原里英 中井りか 本間日陽                                       | 横山由依 柏木由紀 指原莉乃 秋元康                         | 桜井玲香 白石麻衣 松村沙友理                   | -                                   |
| 5月                        | 3日:第400回                                                 | 10日:第401回                                                              | 17日:第402回                                              | 24日:第403回                                   | 31日:第404回                        |
| 5月                        | 小嶋真子 峯岸みなみ 武藤十夢 大家志津香 中西智代梨          | 中井りか                                                                  | 指原莉乃                                                  | 岡部麟 横山由依 込山榛香 村山彩希              | 岡田奈々 荻野由佳 加藤美南 太野彩香 |
| 6月                        | 7日:第405回                                                 | 14日:第406回                                                              | 21日:                                                     | 28日:第407回                                   | -                                   |
| 6月                        | 向井地美音 武藤十夢 須田亜香里 中井りか                     | 中井りか                                                                  | 潮紗理菜 加藤史帆 齊藤京子 佐々木久美 佐々木美玲 渡邉美穂 | 横山由依 高橋朱里 岡田奈々 宮脇咲良            | -                                   |
| 7月                        | 5日:第408回                                                 | 12日:第409回                                                              | 19日:第410回                                              | 26日:第411回                                   | -                                   |
| 7月                        | 大場美奈 高柳明音 須田亜香里                                | 中井りか                                                                  | 瀧野由美子 福田朱里 矢野帆夏                              | 大西桃香 小田えりな 佐藤栞 山田菜々美          | -                                   |
| 8月                        | 2日:                                                        | 9日:第412回                                                               | 16日:                                                     | 23日:第413回                                   | 30日:特別番組のため休止。           |
| 8月                        | 向井地美音 山下美月 長濱ねる                                | 横山由依 高橋朱里 山本彩                                                  | 小池美波 菅井友香 長濱ねる 土生瑞穂                       | 加藤玲奈 向井地美音 小嶋真子 武藤十夢          | 30日:特別番組のため休止。           |
| 9月                        | 6日:第414回                                                 | 13日:第415回                                                              | 20日: （収録）                                            | 27日:第416回                                   | -                                   |
| 9月                        | 宮崎美穂 竹内美宥 中西智代梨 宮脇咲良 山田野絵              | 大場美奈 惣田紗莉渚 古畑奈和                                              | 平手友梨奈                                                | 高橋朱里 多田京加 大場美奈 真下華穂            | -                                   |
| 10月                       | 4日:                                                        | 11日:第417回                                                              | 18日:                                                     | 25日:第418回                                   | -                                   |
| 10月                       | 荻野由佳 山田野絵 中井りか 本間日陽                         | 岡部麟 向井地美音 岡田奈々                                                | 山本彩                                                    | 向井地美音 高橋朱里 中井りか 瀧野由美子        | -                                   |
| 11月                       | 1日:第419回                                                 | 8日:                                                                      | 15日:                                                     | 22日:第420回                                   | 29日:第421回                        |
| 11月                       | 小嶋真子 中西智代梨 山田野絵                                | 峯岸みなみ 小嶋陽菜 高橋みなみ                                            | 梅澤美波 山下美月                                         | 向井地美音 岡田奈々 今村美月                   | 岡部麟 横山由依 中井りか            |
| 12月                       | 6日:                                                        | 13日:                                                                     | 20日:第422回                                              | 27日:                                          | -                                   |
| 12月                       | 大場美奈 菅原茉椰 須田亜香里                                | 長濱ねる                                                                  | 向井地美音 横山由依                                       | 井口眞緒 潮紗理菜 佐々木久美                   | -                                   |
| 1. 2. 3. 4. 5. 6. 7. 8. 9. |                                                             |                                                                           |                                                           |                                                |                                     |

| 月       | 1週目                               | 2週目                                 | 3週目                                                       | 4週目                                                                | 5週目                                   |
| -------- | ----------------------------------- | ------------------------------------- | ----------------------------------------------------------- | -------------------------------------------------------------------- | --------------------------------------- |
| 1月      | 3日:特別番組のため休止。            | 10日:第423回                          | 17日:第424回                                                | 24日:第425回                                                         | 31日:第426回                            |
| 1月      | 3日:特別番組のため休止。            | 倉野尾成美 中野郁海 高橋朱里 福岡聖菜 | 込山榛香 山田菜々美 谷口めぐ 福田朱里                       | 入山杏奈 加藤玲奈 小嶋真子 高橋朱里                                  | 小田えりな 倉野尾成美 山田菜々美 佐藤栞 |
| 2月      | 7日:                                | 14日:                                 | 21日:第427回                                                | 28日:                                                                | -                                       |
| 2月      | 指原莉乃                            | 岡田奈々 瀧野由美子 田中皓子 福田朱里 | 向井地美音 大場美奈 吉田朱里 森保まどか 本間日陽 石田みなみ | 上村莉菜 尾関梨香 長沢菜々香 渡辺梨加                                | -                                       |
| 3月      | 7日:第428回                         | 14日:第429回                          | 21日:第430回                                                | 28日:第431回 （最終回）                                              | -                                       |
| 3月      | 岡部麟 向井地美音 横山由依 高橋朱里 | 向井地美音 横山由依 福岡聖菜 岡田奈々 | 向井地美音 横山由依 小嶋真子                                | 宮崎美穂 向井地美音 横山由依 峯岸みなみ 大家志津香 柏木由紀 指原莉乃 | -                                       |
| 1. 2. 3. |                                     |                                       |                                                             |                                                                      |                                         |

## サブタイトル
番組冒頭のタイトルコールに続けてコールされたサブタイトルは以下の通り。

## 番組の構成
- 第1回（2010年4月10日）から第200回（2014年3月29日）までは、1時（25時）の放送開始からタイトルコールをするまで誰が出演しているのか言わないことになっていた。しかし、オープニングトークでつい名前を言ってしまったり、他のメンバーに言われてしまったりすることがあった。ただ、放送直前に出演メンバーが自身のブログやTwitter、Google+、モバメ[注 47]で出演をほのめかすことが多かった[独自研究?]。放送が収録あるいは一部収録の場合は、コーナーへのメール募集などの関係で事前に大まかな出演メンバーが発表されることもあった。放送日が水曜日に変更となった第201回（2014年4月3日）以降は、NOTTVの同時中継があるため放送開始直後からメンバー紹介を行うようになった。
- 基本的に出演するメンバーは3人であり、うち1人が進行役を担当する。しかし、高城亜樹が進行役のときは2時までが高城、2時からは別のメンバーが担当する場合が多い[注 48]。進行役は1時の時報直後に第一声をあげ、オープニングの自己紹介では一番目に名前を名乗るが、進行役が交代すると、そこからはCM明けに名前を名乗る順番も入れ替わる。また、松井咲子の出演時は、オープニングトーク時に松井咲子本人によるデジタルピアノの生演奏が行われるのが恒例となっていた時期があった[注 49][注 50]。これまで通常放送での最多出演者は8人、最少出演者は1人。出演したメンバーが再び登場するまでの期間はバラバラであり、2週連続で生出演したメンバーが何人かいる一方で、1年以上生出演していないメンバーもいる。また、番組開始当時から18歳以上だったメンバーのうち、小林香菜はパーソナリティとしての出演経験がなくAKB48を卒業（出来事を参照）、米沢瑠美は、番組への出演が1度も無いまま活動を辞退した。また小森美果の様に18歳を迎えたものの、1度も生出演せずに卒業したメンバーもいる。
- 出演メンバーに関連した事柄や、放送時季にちなんだ内容等の「今夜のメールテーマ」を、事前に番組公式サイトや放送のオープニングにて発表し、リスナーからメールを募集することがある。また、放送内容の流れから急遽、出演メンバーが独自にテーマを発表してメールを募集することもある[注 51]。
- オープニング後は、出演メンバーが自己紹介をしてから、近況等を話すフリートークの時間となる。フリートークが終わり、CMが明けるとコーナーが始まる。放送回によっては、全てのコーナーをやらないことがある。第2回から第124回までは募集したキャッチフレーズをオープニング後に紹介していた。第125回からはCM明けのジングルにて（募集による）自己紹介(『#○○のジングル!』)、また第128回放送から、オープニング後のフリートーク前に所属と名前のみ紹介するようになった。
- AKB48グループのメンバーから番組放送中に送られてきたメールも紹介されることがある。
- 番組の随所に秋元康作詞の楽曲の一部分が流れていた。ジングル (ラジオ)に愛が生まれた日の間奏が使われていたり、エンディング前のCM開けジングルには川の流れのようにの間奏が流れていた。

## コーナー・募集
すべて、件名に「コーナー名」を書いて応募する。以下のコーナー以外に、質問・感想も募集中。

### 募集

#### ○○のジングル!
CM明けに流れるジングルで、第165回まではメンバーに言って欲しいコメントを募集していたが、第166回以降はメンバーへの簡単な質問を募集して、その質問にメンバーが答える形に改められた。

### コーナー
AKB48の活動にかかわるものを使ったパロディ名が多い。

#### 週間!AKB48ニュース
第201回 -
1週間に起こったAKB48や48グループに関するニュースをピックアップして伝えるコーナー。その舞台裏など詳しく伝える。

#### プロフィール刑事（デカ）!
第201回 -
メンバーの怪しいプロフィールを大捜査し、正しいプロフィールを作っていくコーナー。

#### リクエスト選抜
第201回 -
あるテーマに沿って3人それぞれが選曲し、選曲理由を熱くプレゼンしてスタッフに選ばれた1曲のみ放送される。「メンバーのリクエスト曲オンエア」の後継コーナー。

#### ヒミツ女子力向上委員会
第205回 -
「女性限定のお悩み相談」。女性リスナーのお悩みに、メンバーが答えていくコーナー。

#### 深夜2時30分のクイズAKB
第229回 -
深夜2時30分頃になると始まるクイズコーナー。とあるメンバーについて名前を伏せてトークし、誰についてトークしてるかリスナーに当ててもらう。

### 不定期コーナー
公式ホームページで紹介しているコーナーのみ

#### 高橋みなみを鍛えろ! なぞなぞ道場!!
（高橋の出演回のみ）
なぞなぞを解くのが苦手な高橋のためのコーナー。難しいものではなく、比較的簡単なものを募集中。

#### トークセンター決定戦
（出演回数の多いメンバーが揃った時のみ）
トークテーマ、トークテイスト、トーク時間をボックスの中から引いて、ぶっつけ勝負でトークするコーナー。初回（第182回）は佐藤亜美菜（先攻）と大家志津香（後攻）の勝負で、佐藤が勝利。

### 終了した募集

#### ○○の新キャッチフレーズ
ANNならではの、メンバーのキャッチフレーズを随時募集中。採用されたものは、メンバーが実際に放送中に読み上げる。
第2回から第124回まで募集が行われていた。
募集するようになったのは、初回にゲスト出演した秋元康が発案したためである。

### 終了したコーナー

#### 世界の国からAKB48
第3回
もし世界各国にAKB48があったらどんなアイドルチームなのか、世界各国のAKB48を予想するコーナー。
但し、コーナー進行と共に前田敦子と宮澤佐江が盛り上がり、「世界のAKB48に“は”気をつけろ!」に変えてしまう。
コーナーのオープニング・テーマは三波春夫「世界の国からこんにちは」。

#### 世界のAKB48に（は）気をつけろ!
第4回（実質、第3回） - 第13回
日本のAKB48と比べて世界のAKB48がどの様な活動をしているか、どの辺に気をつければいいかを募集するコーナー。
第4回放送（2010年5月1日）のコーナー冒頭で大島優子が「私が呼び込みをした時（第2回放送）は『世界の国からAKB48』でしたが、先週、前田敦子ちゃんと宮澤佐江ちゃんが勝手に盛り上がり、何と『世界のAKB48に気をつけろ!』のコーナーに変わってしまったらしいです。コーナーって変わっちゃうんだね。」とコメント（コーナーの内容は同じ）。

#### ANN48
第3回 - 第17回
有楽町を中心に活動している、謎に包まれた「ANN48」の情報をリスナーから募集し、「ANN48」を解剖するコーナー。

#### 毎日がスペシャルウィーク
第1回 - 第26回
毎週、ラジオを聴いて一緒に楽しんでいるはずのメンバーに突然生電話を掛ける。
コーナーのオープニング・テーマは竹内まりや「毎日がスペシャル」。
第86回で同趣旨のコーナーが行われた。

#### AKB戦隊・シュレッダー48
第18回 - 第40回
リスナーのためにメンバーが心のシュレッダーになるコーナー。自分が実際に経験した、想像するだけで悲しいこと、辛いことをメールで送る。なお、読まれたメールはシュレッダーにかけられる。
大家が出演する回に限り、「くらえ!カメハメ波」に変更された。

#### ここがスゴイ! ドキュメンタリー・オブ・AKB48
第41回 - 第44回
映画『DOCUMENTARY of AKB48 to be continued 10年後、少女たちは今の自分に何を思うのだろう?』の劇場公開日（2011年1月22日）前に、その見所やオススメのシーンなどを予想するコーナー。
当初は公開前の2週間限定コーナー（第41回、第42回）の予定であったが、好評のため公開後の第44回まで続いた。

#### マジジョテッペン・フレーズ
第45回 - 第63回
テンションが最高にあがるフレーズやシチュエーションをリスナーに送ってもらい紹介する。
ドラマ「マジすか学園2」終了に伴い、コーナーも終了。ちなみにコーナーの最終回に出演していた片山はすべて舘ひろしが関連するフレーズを読んだ（片山が好きな「泣かないで」も流れた）。

#### オールナイトニッポンが選ぶAKB48メンバーのこのブログが凄い!
第20回 - 第75回
AKB48メンバーのブログの中で1週間に更新された面白かったものを紹介するコーナー。リスナーの反応をもとに番組が勝手にピックアップする。
このコーナーでよく取り上げられるブログ（常連）は、「指原クオリティー」（指原莉乃）、「しーちゃんでんせつ」（大家志津香）、「脱 おバカブログ」（小林香菜）。
| 2010年一覧 | 2010年一覧     | 2010年一覧    | 2010年一覧                                  |
| 放送回     | 書いたメンバー | 掲載日        | タイトル                                    |
| ---------- | -------------- | ------------- | ------------------------------------------- |
| 第20回     | 大家志津香     | 2010年8月16日 | セミの話しましょ                            |
| 第20回     | 前田敦子       | 8月19日       | おはよう☆                                   |
| 第20回     | 指原莉乃       | 8月18日       | 新横浜駅と新宿駅                            |
| 第21回     | 指原莉乃       | 8月26日       | すべるとかすべらんとかそういう問題じゃねえ! |
| 第21回     | 柏木由紀       | 8月26日       | DERO                                        |
| 第21回     | 小野恵令奈     | 8月21日       | Mステ!Final                                 |
| 第21回     | 高橋みなみ     | 8月21日       | リボン日♪                                   |
| 第21回     | 北原里英       | 8月21日       | ＊きんちょうします!                         |
| 第22回     | 指原莉乃       | 8月28日       | さしこ                                      |
| 第22回     | 北原里英       | 9月2日        | ＊しょうりょこう                            |
| 第22回     | 小林香菜       | 8月30日       | メンバー表(｡･_･｡)ﾉ                          |
| 第23回     | 倉持明日香     | 9月6日        | (低・ω・) ノ                                |
| 第23回     | 指原莉乃       | 9月6日        | 車内に散らばる無数の毛                      |
| 第23回     | 柏木由紀       | 9月7日        | 愛すべき人                                  |
| 第23回     | 大島優子       | 9月3日        | 元気ですか? 上記リンク先のアーカイブ版      |
| 第24回     | 近野莉菜       | 9月16日       | まだ                                        |
| 第24回     | 大家志津香     | 9月11日       | タダの話しましょ                            |
| 第24回     | 指原莉乃       | 9月11日       | ブラックまりもっこり                        |
| 第25回     | 大家志津香     | 9月20日       | セットの話しましょ                          |
| 第25回     | 指原莉乃       | 9月20日       | 倉持明日香の謎めき                          |
| 第26回     | 篠田麻里子     | 10月1日       | ブス会                                      |
| 第26回     | 指原莉乃       | 9月30日       | 地方の絆を忘れずに…                         |
| 第26回     | 大家志津香     | 9月25日       | 動物の話しましょ                            |
| 第27回     | 指原莉乃       | 10月5日       | 余計な一言                                  |
| 第27回     | 北原里英       | 10月5日       | ＊おかあさん                                |
| 第27回     | 大家志津香     | 10月4日       | Cメール                                     |
| 第28回     | -              | -             | 休み                                        |
| 第29回     | -              | -             | 休み                                        |
| 第30回     | 田名部生来     | 10月24日      | おばあちやん子。                            |
| 第30回     | 大家志津香     | 10月22日      | TPOの話しましょ                             |
| 第31回     | 小林香菜       | 10月30日      | なっちゃん(。･_･。)ノ                       |
| 第31回     | 指原莉乃       | 11月2日       | 腰が・‥                                     |
| 第31回     | 小林香菜       | 11月5日       | 星(｡･_･｡)ﾉ                                  |
| 第31回     | 河西智美       | 11月5日       | (*´ｴ`*){kiss★                               |
| 第32回     | 小林香菜       | 11月10日      | 行ってくる前に(。･_･。)ノ                   |
| 第32回     | 近野莉菜       | 11月7日       | 不思議な体験談                              |
| 第32回     | 大家志津香     | 11月7日       | 別れの話しましょ                            |
| 第33回     | 平嶋夏海       | 11月17日      | 真面目に返されても困りますよ、弟さん        |
| 第33回     | 高橋みなみ     | 11月18日      | サンデー                                    |
| 第33回     | 小林香菜       | 11月18日      | 町での出来事                                |
| 第34回     | 倉持明日香     | 11月25日      | (円・ω・) ノ                                |
| 第34回     | 中田ちさと     | 11月22日      | ただぃま☆                                   |
| 第34回     | 指原莉乃       | 11月21日      | 誕生日ということで                          |
| 第35回     | 河西智美       | 11月28日      | ぜひ!ゥチのコに(//▽//)                      |
| 第35回     | 平嶋夏海       | 11月28日      | ふしぎやね"                                 |
| 第35回     | 大家志津香     | 12月1日       | CちゃんがCらべまSHOW!!                      |
| 第36回     | 佐藤夏希       | 12月6日       | 韓国語について                              |
| 第36回     | 北原里英       | 12月6日       | ＊それぞれのあさ                            |
| 第36回     | 指原莉乃       | 12月5日       | 貧乏性                                      |
| 第36回     | 指原莉乃       | 12月6日       | 昨日のコップ事件の続き                      |
| 第37回     | -              | -             | このブログが凄い大賞2010                    |
| 第38回     | -              | -             | 休み                                        |
| 第39回     | 指原莉乃       | 12月30日      | リア充                                      |
| 第39回     | 北原里英       | 12月29日      | ＊さすがこもり                              |
| 第39回     | 小林香菜       | 12月31日      | わぁ!(｡･_･｡)ﾉ                               |
| 1.         |                |               |                                             |

| 2011年一覧 | 2011年一覧     | 2011年一覧   | 2011年一覧                                  |
| 放送回     | 書いたメンバー | 掲載日       | タイトル                                    |
| ---------- | -------------- | ------------ | ------------------------------------------- |
| 第40回     | 秋元才加       | 2011年1月6日 | おてて。                                    |
| 第40回     | 宮澤佐江       | 1月5日       | バカツプル♪*^^)☆(^^*                        |
| 第40回     | 大家志津香     | 1月3日       | 復讐の話しましょ                            |
| 第40回     | 小林香菜       | 1月3日       | 抱負(｡･_･｡)ﾉ                                |
| 第41回     | 前田亜美       | 1月11日      | ままにいつも言われてしまう一言。            |
| 第41回     | 田名部生来     | 1月9日       | 最強悦子弁当。                              |
| 第41回     | 大島優子       | 1月10日      | ぐーぐー虫 上記リンク先のアーカイブ版       |
| 第41回     | 指原莉乃       | 1月13日      | 長年の夢                                    |
| 第41回     | 小林香菜       | 1月10日      | 気になって(｡･_･｡)ﾉ                          |
| 第42回     | -              | -            | 休み                                        |
| 第43回     | 指原莉乃       | 1月15日      | 密室                                        |
| 第43回     | 秋元才加       | 1月18日      | 地元同窓会。                                |
| 第43回     | 大島優子       | 1月19日      | とぼけプリンセス 上記リンク先のアーカイブ版 |
| 第43回     | 前田亜美       | 1月18日      | バトル!?                                    |
| 第44回     | 小林香菜       | 1月30日      | なに豆?(｡･_･｡)ﾉ                             |
| 第44回     | 指原莉乃       | 1月30日      | 魂                                          |
| 第44回     | 大家志津香     | 1月30日      | CちゃんがCらべまSHOW!!                      |
| 第44回     | 小林香菜       | 2月2日       | 髪の毛(｡･_･｡)ﾉ                              |
| 第45回     | 高橋みなみ     | 2月6日       | 切なぃ話                                    |
| 第45回     | 秋元才加       | 2月8日       | 焼肉にありつけました。                      |
| 第45回     | 小林香菜       | 2月5日       | 間違いだらけ(｡･_･｡)ﾉ                        |
| 第46回     | 片山陽加       | 2月16日      | 初のヒトカラin原宿                          |
| 第46回     | 大島優子       | 2月15日      | 選ぶP 上記リンク先のアーカイブ版            |
| 第46回     | 仁藤萌乃       | 2月15日      | ぶべらっ                                    |
| 第46回     | 宮崎美穂       | 2月17日      | 歓迎ｼﾁｬｲﾅ                                   |
| 第47回     | -              | -            | 休み                                        |
| 第48回     | 宮崎美穂       | 2月27日      | ななままはやさ                              |
| 第48回     | 梅田彩佳       | 2月28日      | （タイトルなし）                            |
| 第48回     | 片山陽加       | 3月1日       | ＄£％＃＆＊                                 |
| 第48回     | 中田ちさと     | 3月1日       | 人見知り☆                                   |
| 第48回     | 高橋みなみ     | 2月23日      | 疑問…                                       |
| 第49回     | -              | -            | 休み                                        |
| 第50回     | 仁藤萌乃       | 3月31日      | 味噌：マヨネーズ＝適当                      |
| 第50回     | 指原莉乃       | 3月27日      | あだ名                                      |
| 第50回     | 佐藤夏希       | 3月31日      | Taxiの話ッ☆〃                               |
| 第50回     | 大家志津香     | 3月28日      | 勘違いの話しましょ                          |
| 第51回     | 指原莉乃       | 4月4日       | 今!!!!!                                     |
| 第51回     | 仁藤萌乃       | 4月6日       | ホルモンたち                                |
| 第51回     | 近野莉菜       | 4月6日       | 変態たち!                                   |
| 第52回     | 片山陽加       | 4月10日      | 歌謡曲大会in片山家                          |
| 第52回     | 宮崎美穂       | 4月10日      | 2011/04/10                                  |
| 第52回     | 増田有華       | 4月9日       | ゆ...ゆ...ゆっ!!                            |
| 第53回     | -              | -            | 休み                                        |
| 第54回     | 前田敦子       | 4月18日      | おやつ                                      |
| 第54回     | 指原莉乃       | 4月26日      | 悩む母                                      |
| 第54回     | 大家志津香     | 4月23日      | 父よりの話しましょ                          |
| 第55回     | 前田亜美       | 5月5日       | うそでしょ!?                                |
| 第55回     | 高橋みなみ     | 5月4日       | ○○○会!!!                                    |
| 第55回     | 指原莉乃       | 5月4日       | そういえば                                  |
| 第55回     | 小林香菜       | 5月6日       | 痩せた?からかう(｡･_･｡)ﾉ                     |
| 第56回     | 米沢瑠美       | 5月8日       | 小森から今                                  |
| 第56回     | 北原里英       | 5月9日       | ＊携帯事情                                  |
| 第56回     | 小林香菜       | 5月11日      | トリプル(｡･_･｡)ﾉ                            |
| 第57回     | 倉持明日香     | 5月20日      | (蛇・ω・)ノ                                 |
| 第57回     | 指原莉乃       | 5月20日      | 6、昭和                                     |
| 第57回     | 北原里英       | 5月18日      | ＊夜のおはなし                              |
| 第58回     | 小林香菜       | 5月25日      | リバイバル(｡･_･｡)ﾉ                          |
| 第58回     | 峯岸みなみ     | 5月24日      | 心配なのは寂しがり屋に見えない人。          |
| 第58回     | 片山陽加       | 5月27日      | 21歳にして小5                               |
| 第58回     | 岩佐美咲       | 5月24日      | ☆○○デート☆                                  |
| 第59回     | -              | -            | 休み                                        |
| 第60回     | -              | -            | 休み                                        |
| 第61回     | -              | -            | 休み                                        |
| 第62回     | 小林香菜       | 6月21日      | 短冊(。・_・。) ノ                          |
| 第62回     | 梅田彩佳       | 6月21日      | 題名は考えます(´・ω・｀)                    |
| 第62回     | 大家志津香     | 6月11日      | 笑顔の話しましょ                            |
| 第62回     | 大家志津香     | 6月23日      | 恥ずかしい話しましょ                        |
| 第63回     | 大家志津香     | 6月29日      | 凡ミスの話しましょ                          |
| 第63回     | 松井咲子       | 6月24日      | 私の、夏の大三角形＠左腕                    |
| 第63回     | 小林香菜       | 6月25日      | ☆最近覚えた言葉☆                            |
| 第64回     | -              | -            | 休み                                        |
| 第65回     | 柏木由紀       | 7月10日      | かき氷速報                                  |
| 第65回     | 小林香菜       | 7月12日      | 日本ご(・o ・)                              |
| 第65回     | 小林香菜       | 7月13日      | 永遠に片思い( ・o・)                        |
| 第66回     | -              | -            | 休み                                        |
| 第67回     | 倉持明日香     | 7月28日      | (二・ω・)ノ                                 |
| 第67回     | 小林香菜       | 7月27日      | 開けっ放し( ・o・)                          |
| 第68回     | 大家志津香     | 7月31日      | 暇潰しの話しましょ                          |
| 第68回     | 高橋みなみ     | 8月3日       | 広島･･･そして!!                             |
| 第69回     | -              | -            | 休み                                        |
| 第70回     | 秋元才加       | 8月9日       | 衝撃写真をどーぞ。                          |
| 第70回     | 小林香菜       | 8月8日       | 秋元先生に・・・( ・o・)                    |
| 第70回     | 大家志津香     | 8月17日      | フェチの話しましょ                          |
| 第71回     | -              | -            | 休み                                        |
| 第72回     | 板野友美       | 8月29日      | らくがきー                                  |
| 第72回     | 仁藤萌乃       | 9月1日       | 麻友とメールなう。                          |
| 第72回     | 小林香菜       | 8月20日      | いい間違え( ・o・)                          |
| 第72回     | 小林香菜       | 8月24日      | プチ特技( ・o・)                            |
| 第73回     | 指原莉乃       | 9月8日       | おみやげ                                    |
| 第73回     | 小林香菜       | 9月8日       | ニンニク( ・o・)                            |
| 第74回     | 倉持明日香     | 9月15日      | (様・ω・)ノ                                 |
| 第74回     | 大家志津香     | 9月10日      | 育ちの話しましょ                            |
| 第75回     | 大島優子       | 9月29日      | どこ行く自分!! 上記リンク先のアーカイブ版   |
| 第75回     | 米沢瑠美       | 9月23日      | なくして初めて気づく大切さ                  |
| 第75回     | 大家志津香     | 9月30日      | 地域の話しましょ                            |
| 1. 2.      |                |              |                                             |

| 順位  | 書いたメンバー | 放送回 | 掲載日         | タイトル               |
| ----- | -------------- | ------ | -------------- | ---------------------- |
| 第1位 | 指原莉乃       | 新出   | 2010年12月15日 | たかみなさんレジェンド |
| 第2位 | 大家志津香     | 第35回 | 12月1日        | CちゃんがCらべまSHOW!  |
| 第3位 | 小林香菜       | 第33回 | 11月18日       | 町での出来事(｡･_･｡)ﾉ   |

#### アイドルと（グアムで）失恋したら…
第66回 - 第88回
メンバーが決して言わないような、失恋に結びつくキツい一言（実際に言われたら「完全失恋」というような超ドSなフレーズ）を募集するコーナー。
AKB48のゲーム第2弾となる「AKB1/48 アイドルとグアムで恋したら…」の内容とは逆の状況をコーナー化したものである。

#### 替え曲たち
第3回 - 第101回
与えられる課題曲の決められた部分の替え歌をするコーナー。第1回放送における峯岸みなみの「作詞をしたい」という発言から誕生。
1. 涙サプライズ! （第3回 -）
2. ポニーテールとシュシュ （第8回 -）
3. ヘビーローテーション （第18回 -）
4. Beginner （第30回 -）　（※第38回のみ予約したクリスマス）
5. 桜の木になろう （第45回 -）
6. Everyday、カチューシャ （第58回 -）
7. フライングゲット （第72回 -）[注 52]
8. 風は吹いている （第80回 -）
9. 上からマリコ （第88回 -）[注 53]
10. GIVE ME FIVE! （第96回 -）[注 54]

#### 帰ってきた替え曲たち
第102回 - 第127回
「替え曲たち」の後継コーナーで、「替え曲たち」と同じく、与えられる課題曲の決められた部分の替え歌をするコーナー。
1. GIVE ME FIVE! （第102回 - 第107回）[注 55]
2. 真夏のSounds good !（第108回 - 第122回）
3. ギンガムチェック（第123回 - 第127回）

#### AKB48オールナイトニッポン選抜（ベスト3）
第27回 - 第101回
「選抜総選挙」や「じゃんけん選抜」に代わる、オリジナルの選抜方法を紹介、メンバーが勝手にランキング付けするコーナー。

『AKB48 19thシングル選抜じゃんけん大会』（2010年9月21日）の開催を控え、第23回放送（2010年9月11日）、第24回放送（2010年9月18日）の「今夜のメールテーマ」では、『AKB48 ジャンケン選抜直前スペシャル! 次の選抜方法はこれだ!!』と題して、リスナーから「選抜のジャンル・カテゴリー」を募集し、それに相応しいメンバーを出演メンバーの各々が選抜した。その後、第27回放送（2010年10月9日）の「今夜のメールテーマ」では、『AKB48 オールナイトニッポン選抜ベスト3』と題して、先と同様の内容にて行われ、当回からレギュラーコーナー化された。

#### 目撃者たち
第77回 - 第101回
AKB48メンバーのいろんな目撃情報を送ってもらうコーナー。
「そんなことやってそう…」というネタもありだが、実際に見かけた場合にはメールに「リアル」と記述する（ネタとリアルの判別がつかない場合があるため）。
コーナー名はチームA 6th「目撃者」公演が由来で、コーナーのオープニング・テーマも同公演曲の「目撃者」である。

#### きたりえ&とも〜みPresents 恋愛妄想シアター
（北原・河西が出演メンバーではない放送回でも行われることがある）
リスナーが作ったストーリーを、AKB48生放送出演メンバー（投稿したリスナーも参加可）で演じるラジオドラマで、不定期コーナーとして放送されていた。
第1回放送（2010年4月10日）の収録パートにて、「私がオールナイトニッポンでやりたいこと」をテーマとしてメンバーが希望や企画を発表した中、北原は『城田優のオールナイトニッポン』で放送していた妄想ラジオドラマをやりたい旨を発言した。翌週の第2回放送（2010年4月17日）では、出演メンバー3人の「私がオールナイトニッポンでやりたいこと」を叶える内容で放送し、北原が希望した妄想ラジオドラマは実現した。その後、第8回放送（2010年5月29日）にて、北原と河西の要望により、「今夜のメールテーマ」として「『ポニーテールとシュシュ』をモチーフにした妄想ラジオドラマ」を募集したところ、盛り上がったためコーナー化された。尚、このコーナーに賛同したメンバーの内、Presentsに正式に加わったのは、“とも〜み”（河西）が第15回放送（2010年7月17日）、“なっちゃん”（平嶋）が第20回放送（2010年8月21日）である。
以前は、「きたりえ&とも〜み&なっちゃんPresents 恋愛妄想シアター」であったが、平嶋が脱退したため、「なっちゃん」の部分が削除された。
第107回放送（2012年5月19日）から本コーナーは「妄想シアター」として定期コーナー化された。

#### AKB48のオールナイトニッポン新ユニットプロジェクト
第102回 - 第121回
本番組からAKB48の新しい派生ユニットを誕生させてしまおうという企画で、ユニット名とそのユニットの人数を送る。ユニットメンバーのチョイスは担当メンバーが行う。
本コーナーは、2時の時報直後から始めるのが恒例となっていた。

#### ○○、○○だってよ
第122回 - 第125回
「まじか!!!」のシチュエーションを変えた期間限定コーナー。「◯◯、◯◯だってよ」というシチュエーションで、「まじか!!!」のコーナーと同じく、高橋みなみの突っ込みのSEが入る。タイトルの元ネタは、映画『桐島、部活やめるってよ』。

#### まじか!!!
第102回 - 第120回、第126回 - 第137回
コーナー名の「まじか!!!」は高橋みなみの口癖で、高橋みが思わず「まじか!!!」と言ってしまうような事を募集する。明らかに怪しい時には「うっそ〜?」「おかしいやろ!」等、「まじか!!!」以外の音声が流れることもある。第114回現在までに確認されている音声は「まじか!!!」（トーン数種類）、「うっそ〜?」「おかしいやろ!」「ちょっとちょっと!」「ちょっと待て〜い!」「いやいやいや…」「こら〜」の7つ。(「ちょっと待て〜い!」については佐藤亜美菜のバージョンもOAされた。(2012年7月21日放送分))また、当の高橋本人はコーナーが導入されていた期間の中では、第121回（収録）と第127回の2度だけしか出演しなかったが、メンバー曰く「たかみながそこにいるみたい」とのこと。
第121回 - 第125回の間は、期間限定コーナー「◯◯、◯◯だってよ」のため、休止。
第127回は、本コーナーの拡大版という形で「AKB48 リアルまじかスペシャル」として放送された。

#### ここがごいすぅ〜! ドキュメンタリー・オブ・AKB48
第90回、第91回、第139回 - 第144回
2012年の第90回、第91回は、映画『DOCUMENTARY of AKB48 Show must go on 少女たちは傷つきながら、夢を見る』の劇場公開日（2012年1月27日）前に、2013年の第139回 - 第144回は、映画『DOCUMENTARY of AKB48 No flower without rain 少女たちは涙の後に何を見る?』の劇場公開日（2013年2月1日）前後に、それぞれの映画の見所や内容をフライングで教える（予想する）コーナーで、「ここがスゴイ!ドキュメンタリー・オブ・AKB48」とほぼ同じ内容のコーナー。

#### 初期メン先生
第122回 - 第160回 、第165回
「まじか!!!」のスピンオフコーナーで、リスナーからのメール紹介のトークに対して、初期メンバー（板野友美、小嶋陽菜、篠田麻里子、高橋みなみ、峯岸みなみ）からの突っ込みや無茶振りのSEを被せて、出演メンバーがそれに対応するコーナーで、メンバーのトーク力を向上させる目的のコーナーである。なお、このコーナーでは「初期メンバーの言うことは絶対である」というルールがある。
本コーナーは、事実上の前コーナーであった「AKB48のオールナイトニッポン新ユニットプロジェクト」と同じく、2時の時報直後から始めるのが恒例となっている。
第137回（2012年12月29日放送分）では佐藤亜美菜がスタッフブースでのスウィッチャーを担当。その後リスナーから「来年からは出演者ではなくディレクターとしてレギュラー出演決定だな」とのメールが来たが「毎週出られるなら本望なんだけど」と切り返した。
第144回（2013年2月16日放送分）では、タイトルコールを「初期メン先生スペシャル」として、キンタロー。が前田敦子のものまねをしている声が、CM明けに流れるジングルと本コーナーで使われた。翌週以降、第150回（同年3月29日放送分）までの本コーナーでも使われた。
第145回（2013年2月23日放送分）では、タイトルコールを「AKB組 初期メン先生」として、「オールナイトニッポン45時間スペシャル」を記念して「AKB組 鶴光先生」にゲスト出演した笑福亭鶴光の声が使われた。
2013年7月20日放送分の篠田麻里子卒業スペシャルで1回限りの復活。

#### UZA
第128回 - 第144回
コーナー名の「UZA」はAKB48の28枚目のシングルのタイトルで、日頃“うざっ”と思った瞬間（行動・モノ・セリフなど）を募集する。

#### So Long
第144回 - 第152回
コーナー名の「So long」はAKB48の30枚目のシングル曲で、この曲名の意味（「またね」とか「じゃあね」）にかけて、アナタがバイバイしたいことを募集する。

#### そこで犬のうんちふんじゃうかね?
第146回 - 第164回
コーナー名の「そこで犬のうんちふんじゃうかね?」はAKB48の30枚目のシングルのカップリング曲で、この曲にかけて、“ありそうだけど、実際にはあまりないこと”を募集する。

#### さよならクロール
第156回 - 第164回
コーナー名の「さよならクロール」はAKB48の31枚目のシングル曲で、この曲にかけて、“アナタが「さよなら」したいこと”を募集する。

#### 私の初めて、ア・ゲ・ル
第160回 - 第172回
どのメディアでも話していない、メンバーの“初出しのネタ”を話してもらう。

#### 総選挙スピーチリハーサル2014
第156回 - 第192回、第210回
総選挙で選抜に選ばれたと仮定してスピーチするコーナー。BOXから1枚カードを引いて、そのカードに書かれている言葉を入れてスピーチする。当初、『総選挙スピーチリハーサル2013』として2013年総選挙までの期間限定のコーナーだったが、2014年総選挙に向けてレギュラー化された。

#### マイ・フェイバリットAKBソング
第175回 - 第194回
メンバーが選んだAKB48の曲の歌詞を朗読するコーナー。秋の特別企画「秋のポエトリー・リーディング マイ・フェイバリットAKBソング」が定期コーナー化された。

#### 妄想シアター
第107回 - 第194回
これまで不定期コーナーとして行われていた「きたりえ&とも〜みPresents 恋愛妄想シアター」の定期コーナー化で、リスナーが作ったストーリーを出演メンバーで演じるラジオドラマ。

#### 来週のオープニング宿題
第142回 - 第198回
次回の3人に「オープニングで話してもらうことを宿題」として、オープニングトークのお題をエンディングで指定する。
| お題一覧                | お題一覧                     | お題一覧 | お題一覧                | お題一覧 |
| お題発表回              | 発表メンバー                 | 内容 | お題放送回              |          |
| ----------------------- | ---------------------------- | --- | ----------------------- | -------- |
| 第142回（2013年2月2日） | 北原里英                     | ラップ風で | 第143回（2月9日）       |          |
| 第143回（2月9日）       | 佐藤亜美菜                   | セサミストリートのキャラクター「エルモ」のモノマネで話して!                                                                                 | 第144回（2月16日）      |          |
| 第144回（2月16日）      | 仲谷明香                     | イケメンボイスで話して! | 第145回（2月23日）      |          |
| 第145回（2月23日）      | 倉持明日香                   | 想像の福岡弁 | 第146回（3月2日）       |          |
| 第146回（3月2日）       | 中村麻里子                   | 即興演技で恋物語をせよ! | 第147回（3月9日）       |          |
| 第147回（3月9日）       | 島田晴香                     | ラップ口調で相手の紹介! | 第148回（3月16日）      |          |
| 第148回（3月16日）      | 秋元才加 松原夏海 岩佐美咲   | 「桜の花びらたち」を気持ちを込めて歌う! | 第149回（3月23日）      |          |
| 第149回（3月23日）      | 藤田奈那                     | リスナーさんを釣って下さい! | 第150回（3月30日）      |          |
| 第150回（3月30日）      | 片山陽加                     | ぶりっ子でしゃべって!そしてテヘペロ、マストで!                                                                                              | 第151回（4月6日）       |          |
| 第151回（4月6日）       | 高橋みなみ                   | ラップでYo! | 第152回（4月13日）      |          |
| 第152回（4月13日）      | 田名部生来                   | 全力でジャンケンして勝った人は4人の思い出深いエピソードをどうぞ!                                                                            | 第153回（4月20日）      |          |
| 第153回（4月20日）      | 宮崎美穂                     | 全員高音でしゃべって下さい | 第154回（4月27日）      |          |
| 第154回（4月27日）      | 佐藤亜美菜                   | 穴子さん、タラちゃん、イクラちゃんの物真似をして会話してください                                                                            | 第155回（5月4日）       |          |
| 第155回（5月4日）       | 中村麻里子                   | キンタロー。さんの物真似でトークしてください                                                                                                | 第156回（5月18日）      |          |
| 第156回（5月18日）      | 秋元才加                     | 画鋲でエピソード・トーク | 第157回（5月25日）      |          |
| 第157回（5月25日）      | 大家志津香                   | 宛も実体験のように嘘を話してください | 第158回（6月1日）       |          |
| 第158回（6月1日）       | 島田晴香                     | グリンピース、ジャガイモ、自然薯の物真似をしてください                                                                                      | 第159回（6月8日）       |          |
| 第159回（6月8日）       | 桜井玲香                     | 総選挙を終えた今の気持ちをAKB48の曲で表わすとどの曲? 3人同時に歌ってください                                                                | 第160回（6月15日）      |          |
| 第160回（6月15日）      | 指原莉乃                     | 毛利プロデューサーと西山さん以外のスタッフさんの物真似をしてください                                                                        | 第161回（6月22日）      |          |
| 第161回（6月22日）      | 佐藤亜美菜                   | 自分が思う一番セクシーだと思う言葉をエコーを掛けて本気で言ってください                                                                      | 第162回（6月29日）      |          |
| 第162回（6月29日）      | 川栄李奈                     | 最近起きた「ウソだろうが!!」な出来事 | 第163回（7月6日）       |          |
| 第163回（7月6日）       | 菊地あやか                   | 消したい思い出 | 第164回（7月13日）      |          |
| 第164回（7月13日）      | 小嶋菜月                     | 夏という事で今みんなすごい萌えていると思うんですけど、 もっとファンの方を萌えさせるために、夏の大萌え作戦で告白してみてください             | 第166回（8月3日）       |          |
| 第166回（8月3日）       | 島田晴香                     | 海に行って叫びたい事 | 第167回（8月10日）      |          |
| 第170回（8月31日）      | 川栄李奈                     | 即興で歌を作って! | 第171回（9月7日）       |          |
| 第171回（9月7日）       | 松井咲子                     | メンバーの物真似ー! | 第172回（9月14日）      |          |
| 第172回（9月14日）      | 片山陽加                     | 自分の右隣の人のキャッチフレーズを言う | 第173回（9月21日）      |          |
| 第173回（9月21日）      | 宮澤佐江                     | 落語で行なう、熱いそばの麺を啜る描写が誰が上手いか?                                                                                         | 第174回（9月28日）      |          |
| 第174回（9月28日）      | 宮崎美穂                     | 自分の体、または顔で自信のあるところを自信満々に語ってください!                                                                             | 第175回（10月5日）      |          |
| 第175回（10月5日）      | 岩佐美咲                     | 好きな四字熟語をセクシーボイスでお願いします!                                                                                               | 第176回（10月12日）     |          |
| 第176回（10月12日）     | 武藤十夢                     | フレッシュな皆さん、最近有ったすべらない話をして下さい。 もちろん峯岸さんが大トリで!                                                        | 第177回（10月19日）     |          |
| 第178回（10月26日）     | 横山由依                     | セクシーに自己紹介 | 第179回（11月2日）      |          |
| 第179回（11月2日）      | 松井咲子                     | メンバーへの懺悔 | 第180回（11月9日）      |          |
| 第180回（11月9日）      | 小嶋菜月                     | 九州すべての県を答えろ! | 第181回（11月16日）     |          |
| 第181回（11月16日）     | 佐藤すみれ                   | 3人で協力して「鈴懸なんちゃら」のタイトルを 全部紙も何も見ないで言いましょう                                                                | 第182回（11月23日）     |          |
| 第182回（11月23日）     | 佐藤亜美菜                   | 3人にはふなっしーの物真似をしながら「しりとり」から始めて、 最後「オールナイトニッポン」で終わるしりとりを作ってください。がんばりなっしー! | 第183回（11月30日）     |          |
| 第183回（11月30日）     | 島田晴香                     | 目の前に恐らくあるであろうお煎餅で食レポ | 第184回（12月7日）      |          |
| 第186回（12月21日）     | 島田晴香                     | 2013年の流行語、「じぇじぇじぇ」「倍返し」「今でしょ!」「お・も・て・な・し」 4つを使って3人で協力しておもしろトークをして下さい!           | 第187回（12月28日）     |          |
| 第187回（12月28日）     | 大場美奈                     | 2014年の流行語を作ろう! | 第188回（2014年1月4日） |          |
| 第188回（2014年1月4日） | 峯岸みなみ                   | 3人で答えを合わせろ!テーマは好きなおせち料理!                                                                                               | 第189回（1月11日）      |          |
| 第189回（1月11日）      | 武藤十夢                     | 最近、大人っぽくなったなーと思う出来事をいい女風に話して下さい!                                                                             | 第190回（1月18日）      |          |
| 第190回（1月18日）      | 佐藤すみれ                   | リクエストアワー中ということで、リクエストアワーの201位の予想を 秋元康先生風でお願いします                                                  | 第191回（1月25日）      |          |
| 第191回（1月25日）      | 中西智代梨                   | バレンタインということで、チョコレートをあげる時に萌え声でどんな事を言うか?                                                                 | 第192回（2月1日）       |          |
| 第192回（2月1日）       | 宮崎美穂                     | 自分の中の鬼に一言! | 第193回（2月8日）       |          |
| 第193回（2月8日）       | 片山陽加 中村麻里子 名取稚菜 | 全力でスベッて〜! | 第194回（2月15日）      |          |
| 第194回（2月15日）      | 大家志津香                   | 暗算をして出来なかった人は即興でラブ・ソングを作って下さい                                                                                  | 第195回（2月22日）      |          |
| 第195回（2月22日）      | 横山由依                     | 3人でパトカーとサイレンと暴走族の音をしながら、警察24時風小芝居!                                                                            | 第196回（3月1日）       |          |
| 第196回（3月1日）       | 宮崎美穂 岩佐美咲            | 関西弁でカラオケの十八番を言って! | 第197回（3月8日）       |          |
| 第197回（3月8日）       | 小嶋菜月                     | セクシーに自分アピール | 第198回（3月15日）      |          |
| 第198回（3月15日）      | 横山由依                     | 今までの人生で面白かった自転車エピソード!                                                                                                   | 第199回（3月22日）      |          |

#### ワルKB48の裏握手会
第167回 - 第198回
メンバーが握手会では絶対に言わないことを話すコーナー。

#### メンバーのリクエスト曲オンエア
第76回 - 第199回
メンバーが自らリクエストした曲を流すコーナーで、2時台後半のコーナー。新コーナーとして始まったが、予告がされなかったため正式なコーナー名はない。このコーナーで流れている曲は基本的にAKBの関連グループ以外の曲である（AKBグループの楽曲が流れることもある。

#### AKB48のオールナイトニッポン ゆるキャラグランプリ
第197回 - 第199回
メンバーの描いた「ゆるキャラ」を番組HPにアップし、リスナーの投票でチャンピオンを決定した。後日「グランドチャンピオン大会」がHP上で投票により開催され、グランドチャンピオンには武藤十夢のゆるキャラが選ばれた。

#### クイズ! マジカル菊地ばかー
（菊地の出演回のみ - 菊地の卒業に伴い、終了）
リスナーから常識問題を出題。菊地が正解すればAKB48の楽曲をかけることができる。
元々、一般常識問題（主に学力問題）が苦手な菊地にクイズを出題したところ、あまりにも低い正解率が番組内で度々話題となったために作られたコーナーでもある。
第128回の菊地が出演した回から正式に登場。但しその時のタイトルは「クイズ!マジカル菊地パワー（バカー!）」と表されていた。
タイトルの元ネタは『マジカル頭脳パワー!!』である。
テーマ曲・問題出題時の曲は『アメリカ横断ウルトラクイズ』の物を使用。

## スペシャルウィーク
毎年偶数月の1週間、ラジオ業界ではスペシャルウィーク（聴取率週間）と言われており、ニッポン放送だけではなく、各関東地区のラジオ局の各番組でゲストの出演、リスナーへのプレゼントを行っている。当番組でも様々なことをした。
スペシャルウィークに行われた企画は以下の通り。

## 出来事

### 2010年
- 6月26日放送回（第12回）、ゲストの秋元康が番組放送中にAKB48が関わっているメディアなど関係者に聴取者プレゼントになるものを持ってくるように呼びかけた。
- 10月16日放送回（第28回）、冒頭から秋元才加が独りで登場し、週刊文春が報じた広井王子との関係について事情説明及び謝罪を行う[26]とともに、それらの責任を取りチームK・キャプテンの辞任を表明。側にいた河西・倉持も、もらい泣きした。番組途中には、放送を聴いていて突然の表明に驚いた現・旧のチームKメンバー6人（宮澤、佐藤夏、増田、松原、梅田彩、小林香の6人。ちなみに、小林香はこの出演が同番組唯一の出演である）と高橋みがスタジオに駆けつけ、「そんな話聞いてない!」「あんたらしくないよ!」と秋元をどやしつけた[27]。高橋みは途中で帰宅したが、この回の参加者は最大で9人まで増えた。さらに大島優もメールでメッセージを送り、これは番組内でも紹介された[28]。
  - 冒頭のタイトルコールは、本来エンディングで流れるものを使い、ジングルも通常1時台前半は当日出演のメンバーがその日に事前収録したものを使っているが、この回の1時台前半は全て、通常1時台後半から流しているものを前倒しする形で使った。
  - この回は番組へのメール件数が通常の5倍になり[注 65]、メンバーの意向により激励メールを極力紹介したため、従来コーナー・募集コーナーが休止になり（不定期の「恋愛妄想シアター」は1作品のみ）、放送時間の殆どで秋元才を励ます回になった。
  - この日の模様は、2011年1月8日24:00からNHK総合テレビで放送された「もうひとつのAKB48ドキュメンタリー『1ミリ先の未来』」の中でも映像つきで放送された（「DOCUMENTARY of AKB48 to be continued 10年後、少女たちは今の自分に何を思うのだろう?」DVDセットにも収録されている）。なお、秋元才は2011年2月27日からチームKキャプテンに復帰した。

### 2011年
- 3月12日放送回、東北地方太平洋沖地震（東日本大震災）報道特別番組放送のため休止となった。この番組の後にニッポン放送と一部の地域で放送予定だった「SKE48のオールナイトニッポンR」も休止になった。
- 3月19日放送回、特別番組「サンドウィッチマンのオールナイトニッポン」の放送のため休止[30]。
- 10月8日放送回（第76回）、NHK・民放連共同キャンペーン『はじめまして、ラジオです。』の一環として行われた、AKB48ラジオ選抜（大家・小森・指原・島田晴・仲俣・藤江・宮澤・横山由・渡辺麻の9名）による公開録音「AKB48 ラジオ王決定戦「ラジオもガチです」 2011 IN 渋谷」[注 66]の模様の一部が紹介された。

### 2012年
- 1月14日・21日放送回（第89回・第90回）、出演者は総合プロデューサーの秋元康がGoogle+での発案により、Google+をよく活用しているメンバーの中から「ぐぐたす（Google+）選抜」として選ばれた。
- 3月10日放送回（第97回）は、片山・倉持のほかに北原が出演予定であったが、北原が体調不良で欠席したため、急遽2人だけでの担当となった。これは2010年6月25日（第12回）の篠田・前田敦の担当による放送以来のことである[注 67]。ただし、第12回は担当の2人のほかにゲストも出演していたが、この日はゲストがいなかったため、番組史上最少出演者の放送となった。）北原は、翌週（第98回）に改めて出演した。また、この日は放送中に茨城県北部を震源とする最大震度5弱の地震が発生、第一報を片山陽加が読み上げた。
- 5月5日放送回（第105回）、4月30日に日比谷公園小音楽堂で行われた番組初の公開録音[注 68]の模様がダイジェストで放送された[31]。
- 6月16日放送回（第111回）、これまで3回ゲスト出演したことがある秋元康が峯岸とともにパーソナリティを担当した。番組冒頭40分ほどはAKB48メンバーで唯一、第4回選抜総選挙に参加しなかった前田敦がゲスト出演したあと、入れ替わりで指原がゲスト出演し、週刊文春が報じた研究生時代のファンとの交際について涙ながらで謝罪した後、秋元康が明日（6月16日）から指原をAKB48からHKT48へ移籍させることを発表した[32]。
- 8月4日放送回（第118回）は、制作局のニッポン放送と栃木放送では、ロンドンオリンピック実況中継（サッカー女子準々決勝・日本VSブラジル戦）のため放送休止となったため、番組はニッポン放送からの裏送りとなった。そのため、番組冒頭ではニッポン放送では放送されていないことと、（放送休止となる2局を除いた）全国34局ネットで放送することがアナウンスされた。[注 69]制作局以外のみの放送は、AKB48のオールナイトニッポン史上初めて。
- 8月25日放送回（第121回）は、8月24日から3日間東京ドームで『AKB48 in TOKYO DOME 〜1830mの夢〜』が行われたため事前収録（2012年8月19日収録[33]）での放送となった。
- 12月15日放送回（第135回）は、STVラジオが開局50周年記念番組「〜北海道のために命がけ〜日高晤郎 挑戦! 50時間56分生放送」を放送するため休止。

### 2013年
- 2月2日放送回（第142回）は、板野がオープニングトークで約4分間、同日発表したAKB48卒業についてコメントした。板野が本番組に生出演したのは、第29回（2010年11月22日放送分）のパーソナリティーとして出演して以来、約2年3ヶ月ぶりであった。
- 2月16日放送回（第144回）では、キンタロー。が前田敦子のものまねをしている声が、CM明けに流れるジングルと初期メン先生のコーナーで使われた。翌週以降、同年3月29日（第150回）までの初期メン先生でも使われた。
- 2月23日放送回（第145回）では、1組目のゲストは笑福亭鶴光が「AKB組 鶴光先生」として出演。メンバーが深呼吸したり腹筋している間に、鶴光が「ええか、ええのんか、最高か?」と言い、「深呼吸したり腹筋していると、アッチ側の声に聞こえるでしょ?」と講義をした。梅田彩は「メンバー同士でそういう話をしたことがないです。新たな試みです」とコメント。鶴光が「あ、あ〜」とセクシーに言うと、倉持が「エコーかけなくていいですよ」とツッコミを入れるなど、大人の講義・トークで盛り上がった。

また『「なに」「それ」文』・「セクシーしりとり」のコーナーでは先生役となって、また「AKB組 初期メン先生」では先生役の声としてそれぞれ出演した。放送コードギリギリの発言や、アイドル・AKB48としてタブーとされるようなギリギリの表現が多かったため、ブッブーのSEが多用された。
2組目のゲストは本放送終了直後のオリエンタルラジオのオールナイトニッポンRのパーソナリティ、オリエンタルラジオがサプライズ出演。藤森慎吾の推しメン大島優がセンターの曲、『ヘビーローテーション』（出演メンバー生歌 ver.）に合いの手を入れた（「朝までパーリナイ」、「C・H・A・R・A・M・E・G・A・N・E・僕チャラメガネ」など）。
- 3月9日放送回（第147回）では、侍ジャパン応援企画として「AKBストラックアウト」を行なった。ルールはボールが当たった数字の指示に従うだけの企画。
- 3月16日放送回（第148回）では、東京地方の桜の開花日が3月16日ということで、キングレコードのソウカワ氏（漢字表記不明）が靖国神社と日比谷公園で｢真夜中の桜生中継!｣を行なった。また、番組後半ではスタジオにて開花した桜の写真を確認した。
- 3月23日放送回（第149回）は、制作局のニッポン放送では、カタールのドーハで行われる、サッカー日本代表 国際親善試合「日本VSカナダ戦」実況中継のため放送休止となるため、番組はニッポン放送からの裏送りとなった。
- 4月20日放送回（第153回）は、初めてUstreamによって放送ブース内でトークしているメンバーの様子（映像のみ）が生中継された。
- 4月27日放送回（第154回）は、48グループの日本武道館コンサート「AKB48グループ臨時総会〜白黒つけようじゃないか!」開催中ということで番組初のAKB48、SKE48、NMB48の3グループから1人ずつ出演の放送だった。48グループからのパーソナリティー出演は初。（141回放送の宮澤、153回放送の指原の移籍組は除く。）
- 6月8日放送回（第159回）は、6月8日に日産スタジアムで行われる『AKB48 スーパーフェスティバル 〜日産スタジアム、小（ち）っちぇっ! 小（ち）っちゃくないし!!〜』前日のため、乃木坂46の桜井、白石、橋本が代わりにパーソナリティーを担当した。
- 7月6日放送回（第163回）は、第5回選抜総選挙第62位（フューチャーガールズ）の平嶋が、AKB48活動辞退前の第90回（2012年1月20日放送分）以来約1年半ぶりに、元メンバー（番組内では卒業生とアナウンス）としてパーソナリティを担当した。AKB48グループから離れたOGメンバーがパーソナリティを担当するのは初。
- 9月21日放送回（第173回）は、YouTubeエンタメウィーク連動企画が開催され、放送ブース内でトークしているメンバーの様子がYouTubeチャンネルより生中継された。
- 12月7日放送回（第184回）は、放送中に2014 FIFAワールドカップブラジル大会の組み合わせ抽選会の模様を挿入された。
- 12月25日放送回は、ラジオ・チャリティー・ミュージックソンスペシャルとして放送したため、初めて担当曜日以外での放送となった。また、この日の放送は次番組の「AKB48のオールナイトニッポン0(ZERO)」[注 70]とともに、NOTTV（NOTTV 2）で「ラジオ・チャリティー・ミュージックソン」の番組名で同時放送された（1:00 - 5:00）。

### 2014年
- 1月25日放送回（第191回）は、「AKB48 リクエストアワーセットリストベスト200 2014」開催中ということでAKB48、SKE48、NMB48、HKT48の4グループから1人ずつ出演の放送だった。HKT48からのパーソナリティー出演は初。（移籍の指原は除く。）
- 5月29日放送回（第209回）は、番組冒頭で2014年5月25日に岩手県の握手会で発生した傷害事件に対するコメントを行い、事件の被害者の一人である入山が電話出演をした[34]。
- 6月12日放送回（第211回）は、前週の放送で発表していた総選挙で1位になった時の公約実行のため、渡辺麻がAKB48劇場から150人以上のファンを招待して公開生放送を行った[35]。
- 12月25日は『上戸彩のオールナイトニッポン ミュージックソンスペシャル 真夜中の女子会』放送のため休止。

### 2015年
- 1月22日放送回（第242回）は、「ニューアルバムリリース記念 ウザムチャぶり対決」が行われ、勝者の中西智が『チャラン・ポ・ランタンのオールナイトニッポン0(ZERO)』の番組冒頭に出演して、ニューアルバムの宣伝を行った。
- 6月11日放送回（第262回）は、松井玲奈が1人で出演し、2015年8月末をもってSKE48を卒業することを発表した[36]。
- 10月22日放送回（第280回）で松井珠理奈のSKE48専任になることを発表した[注 71][38]。

### 2016年
- 8月25日放送回（第320回）では、山本彩のソロアルバムのリリース（ソロデビュー）[39]、渡辺麻友の写真集の発売、指原莉乃のディナーショー開催、宮脇咲良がドラマ撮影中であることがそれぞれ発表された[40]。
- 10月20日放送回は、乃木坂46のオールナイトニッポンとして放送され、出演メンバーの橋本奈々未が2017年2月20日を目処に乃木坂46を卒業し、芸能界を引退することを発表した[41]。

### 2017年
- 2月23日放送回（第343回）では、STU48に兼任することが決まっている岡田奈々がキャプテンに就任すること、生電話出演した指原莉乃がSTU48の劇場支配人に任命されたこと、メンバーとしてHKT48と兼任することが発表された[42]。
- 4月13日放送回（第350回）では、木﨑ゆりあがAKB48を卒業することを発表した[43]。

### 2018年
- 4月19日放送回（第399回）では、AKB48 53rdシングル 世界選抜総選挙が愛知県名古屋市のナゴヤドームで開催されることが発表された[44]。

## スタッフ
- 構成：高井均、川島大典
- ディレクター：蝦名拓也

### 過去のスタッフ
- ディレクター：角銅秀人、加川、宗岡芳樹、冨山雄一